# Bayer Giants Leverkusen
Bayer Giants Leverkusen ist ein Basketballverein aus Leverkusen und bildet eine Abteilung des TSV Bayer 04 Leverkusen. Bis 2007/08 spielte die Profimannschaft der Herren, die sich bis zum Jahr 2000 „Die Riesen vom Rhein“ nannte, insgesamt 40 Jahre in der deutschen Basketball-Bundesliga und ist dort bis heute mit 14 deutschen Titeln Rekordmeister. In der „ewigen Tabelle“ der Bundesliga steht Leverkusen auf dem dritten Rang. Seit dem Abstieg aus der ProA 2023 spielte der Klub in Deutschlands dritthöchster Spielklasse, der ProB. Mit dem insgesamt dritten Titel in der ProB im Jahr 2025 sind die Giants auch Rekordmeister in eben dieser Spielklasse. 2025 kehrte der Verein in die ProA zurück.

## Geschichte

### Der Beginn (1961 bis 1969)
1958 entstand am Leverkusener Carl-Duisberg-Gymnasium eine Arbeitsgemeinschaft (AG) Basketball. 1961 wurde die Basketballabteilung des TuS 04 Leverkusen gegründet, indem eine Basketballschulmannschaft des Carl-Duisberg-Gymnasiums in den Verein eingegliedert wurde. 1968 stieg der Verein in die höchste deutsche Spielklasse, die Basketball-Bundesliga, auf. Im selben Jahr, im Oktober 1968, wurden die TuS-04-Bundesligaspieler Dieter Kuprella, Jochen Pollex, Norbert Thimm und Largo Wandel vom Bundestrainerrat des Deutschen Basketball Bundes (DBB), unter Vorsitz des damaligen Vize-Präsidenten des DBB Anton Kartak, in der Funktion des DBB-Sportwartes, in den fünfzigköpfigen Olympiakader für das Basketballturnier der Olympischen Sommerspiele 1972 in München berufen. Günter „Doc“ Hagedorn, der nach dem Aufstieg in die Basketball-Bundesliga Trainer in Leverkusen war, wurde nebenamtlich als Co-Trainer von DBB-Bundestrainer Miloslav Kříž tätig und wurde gleichzeitig vom DBB mit der Aufgabe des Stützpunkttrainings im Rahmen der Olympiavorbereitung des DBB betraut.
Als Neulinge belegten die Leverkusener in der Bundesliga-Saison 1968/69 in der Nordstaffel den zweiten Rang, in den Halbfinalspielen um die deutsche Meisterschaft schied man gegen den Süd-Meister MTV Gießen aus: Das Auswärtsspiel bei den Mittelhessen verlor Leverkusen 51:65 und gewann in eigener Halle 60:57.

### Die erste deutsche Meisterschaft (1970 bis 1979)
| Saison  | Liga     | Platz | Spiele | Punkte | Endrunde          |
| ------- | -------- | ----- | ------ | ------ | ----------------- |
| 1968/69 | BBL Nord | 2     | 18     | 30:6   | Halbfinale        |
| 1969/70 | BBL Nord | 1     | 18     | 36:0   | Deutscher Meister |
| 1970/71 | BBL Nord | 1     | 18     | 33:3   | Deutscher Meister |
| 1971/72 | BBL Nord | 1     | 14     | 27:1   | Deutscher Meister |
| 1972/73 | BBL Nord | 3     | 14     | 19:9   | Halbfinale        |
| 1973/74 | BBL Nord | 2     | 14     | 24:4   | Halbfinale        |
| 1974/75 | BBL Nord | 2     | 14     | 23:5   | Halbfinale        |
| 1975/76 | BBL      | 1     | 18     | 30:6   | nicht ausgetragen |
| 1976/77 | BBL      | 3     | 18     | 26:10  | 2. Platz          |
| 1977/78 | BBL      | 3     | 18     | 28:8   | 3. Platz          |
| 1978/79 | BBL      | 2     | 18     | 26:10  | Deutscher Meister |

Trainer Hagedorn legte in der Saisonvorbereitung im Sommer 1969 insbesondere Wert auf die konditionelle Arbeit, um seine Mannschaft in guter körperlicher Verfassung ins Spieljahr 1969/70 zu schicken. Dabei nahm sich Hagedorn Anleihen aus dem Leichtathletiktraining und verordnete seinen Spielern auch Einheiten im Krafttraining, was damals im Basketball noch unüblich war. Die Arbeit zahlte sich aus: In der Saison 1969/70 feierte der Verein die erste Deutsche Meisterschaft. Dabei gewannen die Leverkusener alle ihre 25 Saisonspiele: 18 Partien in der Vorrunde, sechs in der Zwischenrunde sowie das Endspiel gegen den MTV Gießen (76:73). Ausgetragen wurde das Endspiel an einem neutralen Ort, in einer Halle in Dillingen. Während Leverkusen laut Norbert Thimm als Außenseiter in die Partie gegen Gießen gegangen war, empfand sich sein Mannschaftskamerad Dieter Kuprella mit dem TuS 04 in der Favoritenrolle. Den DBB-Pokal gewann man ebenfalls. Als Stärke der Meistermannschaft galt neben dem Auftreten als geschlossene Einheit auch das Vorhandensein von Ausnahmekönnern wie Norbert Thimm unter dem Korb, der große Einsatz der Spieler sowie Training und Mannschaftsführung von Günter Hagedorn, der nach Einschätzung von Dieter Kuprella „den Basketball revolutioniert“ hat. Nach der Rückkehr vom Meisterschaftsendspiel in Dillingen wurde die siegreiche Mannschaft vom Leverkusener Oberbürgermeister Wilhelm Dopatka empfangen und für ihren Erfolg geehrt.
In den darauf folgenden zwei Jahren verteidigte TuS 04 Leverkusen den deutschen Meistertitel. Mit dabei waren mehrere Spieler, die Basketball im eigenen Nachwuchsbereich gelernt hatten, darunter Achim Kuczmann, Reiner Frontzek und Rudi Kleen. In der Saison 1970/71 schloss man die Nordstaffel sowie die Zwischenrunde als Tabellenführer ab. In den beiden Endspielen um die deutsche Meisterschaft traf Leverkusen auf den USC München. Das Spiel in München endete mit einem Sieg der Gastgeber (85:78). Den Rückstand bog Leverkusen aber daheim im Rückspiel um, als man deutlich mit 80:51 siegte. Auch im DBB-Pokal errang Leverkusen erneut den Sieg (101:64 im Endspiel gegen den USC Mainz). 1971 wechselte der US-Amerikaner John Ecker nach Leverkusen, der in den folgenden Jahren durch seine verlässlichen Leistungen Maßstäbe setzte. 1971/72 zog der TuS 04 als ungefährdeter Erster der Nordstaffel und Zwischenrunde in die Spiele um die deutsche Meisterschaft ein. Dort gewann Leverkusen Hin- und Rückspiel gegen den MTV Gießen.
Zwischen 1972 und 1975 gehörte die Leverkusener Mannschaft zwar weiterhin zur Bundesliga-Spitzengruppe, zum Einzug in die Endspiele reichte es aber jeweils nicht. In der Saison 1972/73 wurde mit John Ecker erstmals ein Leverkusener Korbschützenkönig der Bundesliga, Ecker erzielte in Haupt- und Endrunde insgesamt 504 Punkte. 1974 gewann man durch ein 88:61 gegen den Hamburger TB erneut den DBB-Pokal. Bester Korbschütze im Endspiel in Böblingen war Rudi Kleen mit 20 Punkten.
Zurück an die Bundesliga-Spitze schaffte es der TuS 04 Leverkusen in der Saison 1975/76, als die Liga erstmals bundesweit eingleisig ausgetragen wurde. Leverkusen schloss das Spieljahr mit 30:6 Punkten als Tabellenerster und damit als neuer deutscher Meister ab. Trainer der Mannschaft war Bernd Röder. Unter seiner Leitung gewann man ebenfalls 1976 den DBB-Pokal. In der Saison 1976/77 wurde Leverkusen deutscher Vizemeister und 1977/78 Dritter. Im Spieljahr 1978/79 stellte der mittlerweile von Jörg Trapp trainierte TuS 04 Leverkusen wieder die beste Mannschaft des Landes: Als Zweiter der Hauptrunde ging man in die Endrunde und sicherte sich in dieser die deutsche Meisterschaft.

### Umbruch und Professionalisierung der Basketballabteilung (1980 bis 1989)
| Saison  | Liga | Platz | Spiele | S  | N | Endrunde          |
| ------- | ---- | ----- | ------ | -- | - | ----------------- |
| 1979/80 | BBL  | 1     | 18     | 16 | 2 | 2. Platz          |
| 1980/81 | BBL  | 1     | 18     | 16 | 2 | 2. Platz          |
| 1981/82 | BBL  | 4     | 18     | 10 | 8 | 4. Platz          |
| 1982/83 | BBL  | 2     | 18     | 12 | 6 | 3. Platz          |
| 1983/84 | BBL  | 3     | 18     | 12 | 6 | Halbfinale        |
| 1984/85 | BBL  | 5     | 18     | 10 | 8 | Deutscher Meister |
| 1985/86 | BBL  | 1     | 22     | 20 | 2 | Deutscher Meister |
| 1986/87 | BBL  | 1     | 20     | 18 | 2 | 2. Platz          |
| 1987/88 | BBL  | 1     | 22     | 19 | 3 | 2. Platz          |
| 1988/89 | BBL  | 3     | 22     | 17 | 5 | 2. Platz          |

In den 1980er Jahren bekamen die Leverkusener Basketballer starke Konkurrenz. In der Saison 1979/80 musste man sich dem SSC Göttingen geschlagen geben. Zum Nachteil gereichte den Leverkusenern, dass mit Reiner Frontzek (Achillessehnenabriss) und Norbert Thimm (Fersenbeinabriss) zwei Stammspieler unter anderem in der entscheidenden Phase des Spieljahres ausfielen. Am letzten Spieltag der Endrunde verlor Leverkusen gegen Göttingen mit 63:68, womit der Titelgewinn der Niedersachsen feststand. Bis 1984 bestimmten Göttingen und der BSC Saturn Köln das Bundesliga-Geschehen, während es in Leverkusen zu einem großen Umbruch kam. Altgediente Spieler wie Dieter Kuprella, Norbert Thimm, Rudi Kleen und John Ecker traten kürzer oder ab. Außerdem wurde während der 1980er der ehemalige Nationalspieler Otto Reintjes der erste hauptamtliche Manager der Basketballabteilung. Unter Reintjes wurde der Generationswechsel in wenigen Jahren vollzogen. Ab 1980 war der US-Amerikaner Chris Lee Bayer-Trainer und zeitweise in Doppelfunktion auch deutscher Nationaltrainer. In der Saison 1982/83 trat die Mannschaft, die vorher bereits von den Bayer-Werken unterstützt worden war, unter dem Namen TuS 04 Bayer Leverkusen an, ab 1984 dann als TSV Bayer 04 Leverkusen.
Im November 1984 trat Lee zurück, nachdem die Mannschaft zuvor im DBB-Pokal gegen den damaligen Zweitligisten Bayreuth ausgeschieden war und schon in den vorherigen Wochen schwierige Zeiten durchgemacht hatte. Unter anderem hatte man gegen Saturn Köln haushoch (70:104) verloren. Reintjes trainierte die Mannschaft übergangsweise, im Januar 1985 kam der US-Amerikaner Jim Kelly als neuer Trainer. Diese Verpflichtung erwies sich als guter Schachzug. Denn unter Kelly nutzte die Mannschaft ihre kleine verbleibende Restchance auf den Einzug in die Meisterrunde und profitierte auch von einem Punktabzug gegen den SSV Hagen, der ausgesprochen wurde, nachdem Reintjes beim Verband Unterlagen vorgelegt hatte, die Zweifel an der Spielberechtigung eines Hageners aufkommen ließen. Man schaltete auf dem Weg in die Endspielserie Titelverteidiger ASC Göttingen aus und setzte sich im Kampf um den Meistertitel dann gegen den DTV Charlottenburg, den Vorläufer von Alba Berlin, durch. Nach sechsjähriger Wartezeit wurde Leverkusen somit wieder deutscher Meister. 1986 gewann Leverkusen unter Kelly neben der Meisterschaft auch den DBB-Pokal, im April 1986 gab Manager Reintjes das Ziel aus, sich „mittelfristig in den nächsten vier Jahren in der europäischen Spitze“ zu etablieren. Der mit US-amerikanischer und britischer Staatsbürgerschaft ausgestattete John Johnson (ab 1985 bei Bayer) war der herausragende Leverkusener Spieler in diesen Jahren. Mit dem Erreichen des Halbfinales im Europapokal der Pokalsieger (später ULEB Eurocup) in der Saison 1987/88 machte Leverkusen auch in einem internationalen Wettbewerb auf sich aufmerksam: Im Kampf um den Endspieleinzug traf Leverkusen auf Joventut de Badalona. Das Hinspiel in Spanien wurde mit 74:97 verloren, beste Korbschützen der Rheinländer in dieser Partie waren John Johnson (21 Punkte) und John Devereaux (19 Punkte). Das Rückspiel in der Wilhelm-Dopatka-Halle gewann man angeführt von Devereaux (23 Punkte) mit 97:80, was knapp nicht zum Weiterkommen reichte.
1989 wurde Dirk Bauermann vom Assistenz- zum Cheftrainer befördert. Er hatte bereits vor seiner zweijährigen Tätigkeit in den Vereinigten Staaten in Leverkusens Nachwuchsarbeit als Trainer gewirkt. Sein zwischenzeitlicher Wechsel nach Kalifornien (Fresno State University) war dank der finanziellen Unterstützung Bayers zustande gekommen, als Gegenleistung sagte Bauermann zu, nach seiner Rückkehr nach Deutschland wieder in den Trainerstab von Bayer Leverkusen einzusteigen. Er arbeitete erst mit Kelly zusammen und erhielt als Co-Trainer den Verantwortungsbereich Verteidigung zugewiesen. Erwägungen, dem jungen Bauermann 1989 einen erfahrenen Trainer an die Seite zu stellen, wurden letztlich verworfen, die Sportliche Leitung übertrug ihm die Hauptverantwortung, was sich ob der Erfolge der kommenden Jahre als richtige Entscheidung entpuppte.

### Sieben deutsche Meisterschaften in Serie: Die Bayer-Basketballer prägen die 90er (1990 bis 1999)
| Saison  | Liga     | Platz | Spiele | S  | N  | Endrunde          |
| ------- | -------- | ----- | ------ | -- | -- | ----------------- |
| 1989/90 | BBL      | 2     | 22     | 20 | 2  | Deutscher Meister |
| 1990/91 | BBL Nord | 1     | 32     | 30 | 2  | Deutscher Meister |
| 1991/92 | BBL Nord | 1     | 32     | 28 | 4  | Deutscher Meister |
| 1992/93 | BBL Nord | 1     | 32     | 26 | 6  | Deutscher Meister |
| 1993/94 | BBL Nord | 1     | 32     | 28 | 4  | Deutscher Meister |
| 1994/95 | BBL Nord | 1     | 32     | 28 | 4  | Deutscher Meister |
| 1995/96 | BBL      | 1     | 26     | 24 | 2  | Deutscher Meister |
| 1996/97 | BBL      | 4     | 26     | 15 | 11 | Halbfinale        |
| 1997/98 | BBL      | 8     | 24     | 12 | 12 | Viertelfinale     |
| 1998/99 | BBL      | 5     | 26     | 16 | 10 | Halbfinale        |

Die 1990er waren für Bayer 04 Leverkusen die erfolgreichsten Jahre in der Basketball-Vereinsgeschichte. Die Basketballer, inzwischen mit dem Namen „Die Riesen vom Rhein“ in der Liga unterwegs, feierten sieben Meistertitel in Folge (1990–1996). Zudem wurde viermal der Pokal gewonnen. Spieler wie Henning Harnisch, Michael Koch, Christian Welp, Clinton Wheeler oder Kannard Johnson waren die großen Leistungsträger während dieser Glanzzeit.
Im Vorfeld der Saison 1989/90 schauten sich Bauermann und Reintjes nach Verstärkung in den Vereinigten Staaten um. Sie verpflichteten Kannard Johnson und waren auch an dessen Landsmann Steve Kerr interessiert. Letzterer entschied sich aber gegen Leverkusen. Statt Kerr kam Clinton Wheeler, der sich ebenfalls als große Verstärkung erwies. Bauermann führte Bayer in seinem ersten Spieljahr als hauptverantwortlicher Trainer in der Hauptrunde zu 20 Siegen und zwei Niederlagen, Steiner Bayreuth wies mit 21 Siegen und einer Niederlage eine noch bessere Bilanz auf. Beiden Mannschaften zogen mühelos in die Endspielserie ein, dort setzten sich die Leverkusener mit 3:1-Siegen durch. In der Saison 1988/89 hatten noch die Oberfranken die Nase vorn gehabt. Im Pokalendspiel 1990 setzte sich Bauermanns Mannschaft gegen Bamberg durch. Insbesondere das gute Mannschaftsklima und der Zusammenhalt im Aufgebot erwiesen sich 1989/90 als Bayers Trumpfkarten und Erfolgsgeheimnis.
Der Meisterschaftsgewinn 1990/91 sei der schwerste gewesen, schätzte Reintjes den Erfolg über die BG Charlottenburg (später Alba Berlin) ein. Leverkusen lag in der Endspielserie mit 1:2 im Hintertreffen und gewann dann die beiden nächsten, wobei die Berliner im vierten Spiel in Zoran Radović ihren besten Spieler wegen einer Verletzung verloren.

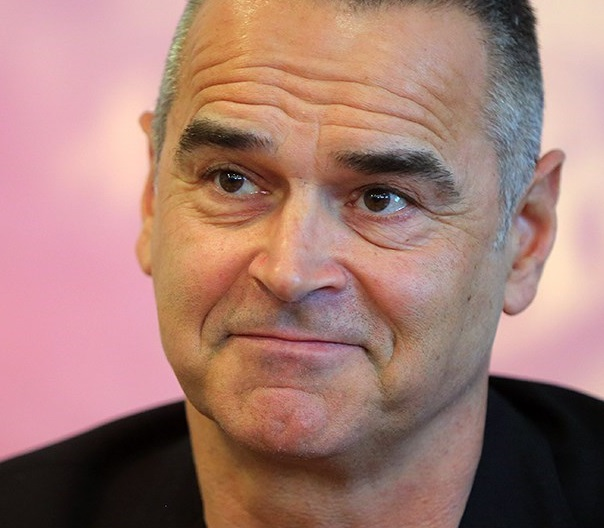
Dirk Bauermann gewann mit Leverkusen sieben deutsche Meisterschaften in Serie.

Trainer Bauermann bezeichnete die Mannschaft der Saison 1991/92 später als die stärkste, die er jemals trainiert habe. Dieser Kader schloss die Bundesliga-Hauptrunde 1991/92 mit 56:8 Punkten als Tabellenerster der Nord-Gruppe und mit der eindeutig besten Bilanz aller Bundesligisten ab. In der folgenden Meisterrunde zog Leverkusen ungeschlagen in die Endspielserie ein und bezwang dort Alba Berlin mit 3:0-Siegen.
Im Spieljahr 1992/93 bezwang man Bamberg in der Bundesliga-Endspielserie, in der Europaliga verpasste man knapp den Sprung ins Viertelfinale. Der französische Vertreter Pau-Orthez sowie Olympiakos Piräus aus Griechenland wiesen ebenfalls acht Siege und sechs Niederlagen auf, doch Bayer musste sich mit dem undankbaren fünften Platz in der Achtelfinalrunde begnügen. Näher kam man dem Sprung ins Viertelfinale auch in den folgenden Jahren nicht. Mit Koch, Harnisch, Kleine-Brockhoff und Welp stellte Leverkusen auch Leistungsträger der deutschen Nationalmannschaft, die im Sommer 1993 bei der EM in München die Goldmedaille gewann. Im Endspiel gegen Russland erzielte Christian Welp in den Schlusssekunden den entscheidenden Treffer.
1993/94 setzte man sich in der Finalserie um die deutsche Meisterschaft gegen Brandt Hagen durch. Die Sport-Bild fasste den fünften Leverkusener Meistertitel in Folge mit diesen Worten zusammen: „Das Bayer-Team ist - und bleibt wohl auch auf absehbare Zeit - die einzige deutsche Mannschaft mit europäischem Niveau.“ Neben den US-Amerikanern Tom Garrick und Abdul Shamsid-Deen waren Michael Koch, Henning Harnisch und Christian Welp die Garanten des abermaligen Erfolgs und gehörten damals „zum Besten, was der deutsche Basketball zu bieten hat.“
Mit Alba Berlin entwickelte sich der Hauptstadtverein zum großen Gegenspieler Leverkusens, doch Bayer blieb zunächst erfolgreich: 1994/95 (mit nahezu unverändertem Aufgebot gegenüber der Vorsaison, nur Sascha Hupmann war hinzugekommen) und 1995/96 (jetzt mit Tony Dawson und Chris Corchiani auf den Ausländerpositionen) kämpften Leverkusen und Berlin jeweils in der Endspielserie um die deutsche Meisterschaft, Bauermann und seine Spieler behielten jeweils die Oberhand. Das Ziel, sich neben der Vormachtstellung in der Bundesliga auch unter die besten Mannschaft Europas vorzuspielen, verpassten die Rheinländer. So gab Trainer Bauermann vor dem Beginn der Saison 1994/95 als Vorhaben aus: „Ich will versuchen, in dieser Saison im Europapokal noch besser abzuschneiden als in der Vergangenheit. Unser oberstes Ziel ist es, das Final-Four-Turnier der vier besten Vereinsteams Europas zu erreichen. Doch das ist unendlich schwer.“ Als Siebter seiner Europaliga-Achtelfinalgruppe verpasste Leverkusen das Turnier der besten vier Mannschaften Europas in der Saison 94/95 deutlich.
Die Zeit der Leverkusener Erfolge endete mit dem sogenannten Bosman-Urteil 1996. Dieses sei für die Mannschaft verheerend gewesen, nach man sich in Europa einen Namen gemacht hatte und in der Folge des Urteils die besten deutschen Spieler weggekauft worden seien, so Reintjes später. Der Umbruch gestaltete sich schwierig, da der Hauptsponsor, die Bayer AG, anfing, das Geld zu kürzen. In der Saison 1996/97 standen die langjährigen Leistungsträger Koch, Harnisch und Welp nicht mehr zur Verfügung, es wurde versucht, sie unter anderem durch Tim Nees und Spieler aus dem europäischen Ausland (Michael Brennan, Ricardo Esposito, Marco Baldi) zu ersetzen. In der Saison 1996/97 schied man im Halbfinale aus. In der Sommerpause 1997 veränderte sich das Gesicht der Mannschaft deutlich, als neue US-Amerikaner kamen (Dwayne Morton und Rahsaan Smith, im November 1997 dann Milton Wagner). Gerrit Terdenge, Axel Pleuger, der eingebürgerte Derrick Taylor und der Finne Maurizio Pratesi wurden ebenso verpflichtet wie die Profineulinge Alexander Kühl und Jürgen Malbeck. Einer der wenigen verbliebenen Spieler war Denis Wucherer. Nach einer enttäuschenden Saison 1997/98, in der die „Riesen vom Rhein“ nur mit Mühe als letzte Mannschaft in die Meisterrunde einzogen und damit der Relegation entkamen, ging die „Ära Bauermann“ in Leverkusen zur Neige.

### Der deutsche Neuanfang, Fall der Ausländerbeschränkung (2000 bis 2008)
| Saison  | Liga | Platz | Spiele | S  | N  | Endrunde      |
| ------- | ---- | ----- | ------ | -- | -- | ------------- |
| 1999/00 | BBL  | 2     | 26     | 18 | 8  | 2. Platz      |
| 2000/01 | BBL  | 2     | 26     | 18 | 8  | Halbfinale    |
| 2001/02 | BBL  | 4     | 26     | 18 | 8  | Viertelfinale |
| 2002/03 | BBL  | 8     | 26     | 12 | 14 | Viertelfinale |
| 2003/04 | BBL  | 8     | 28     | 14 | 14 | Viertelfinale |
| 2004/05 | BBL  | 13    | 30     | 12 | 18 |               |
| 2005/06 | BBL  | 10    | 30     | 13 | 17 |               |
| 2006/07 | BBL  | 7     | 34     | 19 | 15 | Viertelfinale |
| 2007/08 | BBL  | 3     | 34     | 25 | 9  | Viertelfinale |

Das Logo der Giants bis 2009

Im Sommer 1999 verließ Otto Reintjes, der Erfolgsmanager der Leverkusener, den Klub und wurde Geschäftsführer der BBL. Sein Nachfolger wurde der frühere Basketball-Nationalspieler Thomas Deuster. Mit vielen jungen deutschen Talenten und dem US-Amerikaner John Best wollten die Bayer Giants zurück an die Spitze der BBL. Zu diesem Zeitpunkt war Calvin Oldham, der als aktiver Spieler 11 Jahre in der Bundesliga auflief, Cheftrainer des Rekordmeisters. In der Saison 1999/00 zog Bayer zum bis heute letzten Mal ins Finale um die deutsche Meisterschaft ein. Die Farbenstädter unterlagen Alba Berlin allerdings deutlich mit 0:3.
Im Februar 2002 trennten sich die Leverkusener Korbjäger nach vier Spielzeiten von Calvin Oldham, sein Nachfolger wurde Heimo Förster, der als aktiver Spieler in Leverkusen neun Meisterschaften errang und zum absoluten Publikumsliebling avancierte. Er versuchte, mit geringen finanziellen Mitteln, ein schweres Projekt in die Tat umzusetzen. Mit gestandenen deutschen Spielern wie Denis Wucherer, den talentierten Demond Greene und Sven Schultze sowie dem Amerikaner Ajmal Basit wollte Bayer wieder Erfolge feiern. Das größte Talent der Giants war zu dieser Zeit Gordon Geib. Der gebürtige Wuppertaler feierte sein Debüt bereits mit 16 Jahren im Jahr 2000 in der Basketball-Bundesliga. Doch das über drei Jahre ausgelegte „Deutsche Konzept“ scheiterte, erst am vorletzten Spieltag der Basketball-Bundesliga 2004/05 konnte Leverkusen den Klassenerhalt feiern. In der Folge mussten Trainer Heimo Förster sowie Manager Thomas Deuster ihren Hut nehmen. Otto Reintjes kam im Sommer 2005 als Manager zurück an den Rhein und übergab die Geschäftsführung der BBL an Jan Pommer.
Als Cheftrainer der Giants übernahm Achim Kuczmann vor Beginn der Saison 2005/06 das Zepter an der Seitenlinie, ihm assistierte Europameister Hansi Gnad. Im selben Sommer fiel die Ausländerbeschränkung im deutschen Basketball weg. Dies bedeutete, dass fortan eine unbeschränkte Anzahl von Spielern aus außereuropäischen Ländern gestattet war. Im Falle der „neuen“ Bayer Giants waren dies Amerikaner. Insgesamt sieben Akteure aus den USA standen bei den Rheinländern unter Vertrag. Allerdings blieb der Erfolg aus. Zehn Partien vor Ende der Saison stand Bayer auf dem 15. Tabellenplatz, welcher den Abstieg bedeutet hätte. Doch die „Giganten“ gewannen sieben der letzten zehn Paarungen und beendeten 2005/06 schlussendlich auf Rang 10.
In der Saison 2006/07 schafften es die Bayer Giants erstmals wieder die Playoffs zu erreichen. Man belegte nach Ende der Hauptrunde, mit einer Bilanz von 19 Siegen und 15 Niederlagen, den 7. Tabellenplatz Einer der Gründe hierfür war die Verbindung zwischen den „alteingesessenen“ Spielern um Gordon Geib, Brandon Woudstra und Nate Fox sowie den Neulingen wie Jared Newson, John Goldsberry und Eric Taylor. In der ersten Runde scheiterte man mit 1:3-Siegen gegen den EnBW Ludwigsburg.

### Das Ende nach 40 Jahren Bundesliga (2007/08)
In der Spielzeit 2007/08 startete Leverkusen mit sieben Amerikanern, fünf Deutschen und einem Kanadier in die Saison. Den ersten Spieltag bestritt man Zuhause gegen die digibu Baskets Paderborn. Man konnte den Gegner aus Ostwestfalen knapp bezwingen. Jedoch begann die Saison alles andere als gut. Man verlor anfangs gegen den BG 74 Göttingen und die Brose Baskets Bamberg, bis es im Spiel gegen die Deutsche Bank Skyliners Frankfurt zur Wende kam. Die Giants gewannen mit 93:71 gegen die Frankfurter und starteten nun richtig durch: Man gewann neun der letzten 12 Spiele der Hinrunde, darunter Partien wie gegen Bundesliga-Schwergewichte wie Alba Berlin, den Köln 99ers oder die EWE Baskets Oldenburg. Im BBL-Pokal schlugen die Leverkusener den Erzrivalen aus Bonn mit 81:70. Leverkusen wurde immer mehr zu einer der Spitzenmannschaften der Liga. Nate Fox vertrat die Giants auch beim alljährlichen Bundesliga-Allstar-Game. Die Stärke der Bayer Giants war kein einzelner Spieler, sondern das Zusammenwirken als Mannschaft. Mit Nate Fox, Brandon Winters und Tyron-Clement McCoy verfügen die Giants über Spieler, die in der Liga bereits für viel positiven Gesprächsstoff sorgten. Die Rückrunde begann eher holprig für den Deutschen Rekordmeister. Zwar schlug man Paderborn knapp aber gegen den Zweitligisten die Cuxhaven BasCats verloren die Giants in der 2. Runde des BBL-Pokals. Die Presse „feierte“ die Niederlage der Giants als „Sensation“.
Nachdem man mit einem Sieg über Göttingen wieder Selbstvertrauen tanken konnte standen für die Leverkusener zwei schwere Wochen an: Die Leverkusener trafen auf den Deutschen Meister, die Brose Baskets Bamberg und Alba Berlin. In einem spannenden Spiel schlugen die Giants den amtierenden Meister mit 70:68. In der Woche darauf fuhren die Leverkusener in die Max-Schmeling-Halle nach Berlin und konnten die Startruppe der sogenannten „Albatrosse“ mit 93:90 in die Knie zwingen. Nach diesem Spieltag standen die Giants auf dem dritten Tabellenrang. Während der Saison mussten die Giants auch die Suspendierung von Nate Fox hinnehmen. Beim Mannschaftskapitän wurden bei einer Dopingkontrolle Spuren des verbotenen Stoffes THC festgestellt. Damit fehlte den Giants Fox für den Rest der gesamten Saison. Im April 2008 wurde auch noch der Spieler Eric Taylor suspendiert, der einen Autounfall verursacht haben soll. Trotz dieser Rückschläge beendeten die Bayer Giants Leverkusen die Saison auf dem dritten Rang. In den Playoffs trafen die Giants auf die Deutsche Bank Skyliners Frankfurt. Die Leverkusener unterlagen nach hartem Kampf mit 2:3. Damit war die Bundesligageschichte des Traditionsvereins beendet.

#### Ausstieg der Bayer AG und Umzug nach Düsseldorf
Am 21. Mai 2007 verkündete der Hauptsponsor der Giants, die Bayer AG, dass man sich aus dem Engagement im Profi-Basketball nach 40 Jahren zurückziehen wolle. Die Bayer AG unterstützte den Verein jedoch noch in der Saison 2007/08 finanziell weiter. Der Chemiekonzern zahlte knapp 1,5 Millionen Euro pro Saison für den Etat der Giants.
Die Sponsorensuche gestaltete sich von Beginn an schwer. So sagte Otto Reintjes, Manager der Bayer Giants Leverkusen, im Interview mit dem Kölner Stadt-Anzeiger, dass er mehr als 300 Unternehmen angeschrieben habe, die ein mögliches Engagement allesamt absagten. Erst ein Beitrag in der WDR-Sendung „Sport im Westen“ im November 2007 machte der Bevölkerung die Brisanz dieser Sache deutlich. In einem späteren Zeitungsartikel in der Rheinischen Post wurde über einen Verkauf der Bundesligalizenz der Leverkusener an die Düsseldorf Magics berichtet. Doch Magic-Geschäftsführer Klaus Wischnitzki dementierte später; aufgrund „finanzieller Schwierigkeiten“ werde es wohl zu keiner Einigung kommen. Neben Düsseldorf hatten auch schon mehrere Investoren aus Hamburg Interesse an der Lizenz der Bayer Giants gezeigt.
In einer Stellungnahme von Otto Reintjes auf der Homepage der Bayer Giants Leverkusen Anfang November 2007 beziffert er die Chance, einen Hauptsponsor zu finden, bei circa 15 Prozent. „Jedoch“, so Reintjes, „werde man nicht aufgeben und weiter nach einem Sponsor suchen.“
Am 20. Dezember 2007 gründeten die Fanclubs der Bayer Giants die Faninitiative Leverkusener Basketball. Ziel dieser Initiative sollte die Sammlung von Unterschriften aus der Bevölkerung zur Rettung der Basketball-Profimannschaft in Leverkusen sein. Der 13. Februar 2008 war als Ende der Unterschriftenaktion vorgesehen. Die Faninitiative gab an, fast 11 000 Unterschriften gesammelt zu haben. Diese Unterschriften wurden dem Vorstand der Bayer AG vorgelegt. Jedoch war später auf der Seite der Faninitiative zu lesen, dass ein Gespräch mit dem Unternehmenssprecher der Bayer AG Michael Schade erfolglos endete.
Am 7. März 2008 bestätigte Reintjes gegenüber der Süddeutschen Zeitung den Umzug der Mannschaft nach Düsseldorf und kündigte für die nächsten Tage nähere Informationen darüber an. Laut Reintjes garantierte ein „Düsseldorfer Geschäftsmann“ für die folgende Saison in jedem Fall den Mindestetat von einer Million Euro und stellte 100.000 Euro als Eigenkapital der neu zugründenden GmbH zur Verfügung. Darüber hinaus sollten weitere Sponsorengelder in Höhe von zwei bis drei Millionen Euro von Düsseldorfer Großunternehmen gewonnen werden. In einer Mitteilung der Basketball-Bundesliga wurde bekanntgegeben, dass die Giants Leverkusen ihre Lizenz auf den Standort Düsseldorf übertragen. Die Basketball-Bundesliga musste diesem Plan erst noch zustimmen. Eine Woche zuvor stellte die Faninitiative Leverkusener Basketball ihre Arbeit ein.
Mit der Lizenzübertragung stand fest, dass der deutsche Rekordmeister künftig nur noch in der Basketball-Regionalliga spielen würde. Die Düsseldorf Giants spielten von 2008 bis 2011 in der Basketball-Bundesliga.

### Erster Erfolg nach dem Rückzug in die 1. Regionalliga West (2008/09)
Die Saison in der 1. Regionalliga West begann für die Giants am 6. September 2008 mit einem Heimspiel gegen den BB Salzkotten. Die Mannschaft um Headcoach Stephan Ruers konnte diese Aufgabe klar mit 103:59 für sich entscheiden. Sechs Neuverpflichtungen wurden im Sommer 2008 getätigt, insbesondere die US-Amerikaner Timothy „Tim“ Hailey und Christopher „Chris“ Martin sorgten vor Beginn der Spielzeit für Gesprächsstoff. Die ersten vier Spiele in 2008/09 gewannen die Leverkusener ohne Probleme. Erst am 5. Spieltag empfingen die Giants zum Topspiel der Liga mit der BSG Grevenbroich um Headcoach Heimo Förster eine Spitzenmannschaft der Regionalliga. Trotz einer guten Leistung der „Riesen vom Rhein“ konnte sich Grevenbroich in der Ostermann-Arena vor knapp 1600 Zuschauern mit 73:78 durchsetzen und übernahm vorläufig die Tabellenspitze. In Leverkusen kehrte zunächst Ernüchterung ein, nachdem die vorigen Gegner spielend leicht besiegt worden waren.

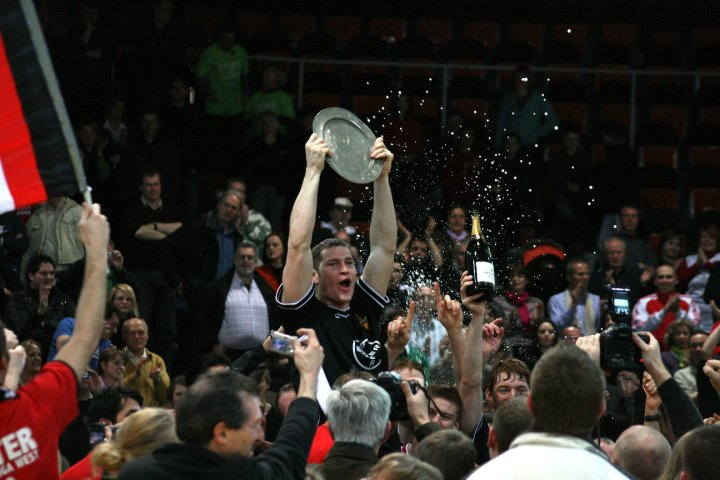
Die Leverkusener um den US-Amerikaner Chris Martin gewinnen den Meistertitel in der 1.Regionalliga West (2009)

Den weiteren Verlauf der Hinrunde meisterte der Deutsche Rekordmeister ohne große Probleme. Zwar verlor man überraschend mit 90:94 gegen die BG Dorsten, aber Spitzenspiele gegen den BSV Wulfen oder NOMA Iserlohn konnten die Giants für sich entscheiden. Bei den Leverkusenern kristallisierte sich heraus, dass der US-Amerikaner Chris Martin zum wichtigsten Spieler geworden war. Er war nicht nur bester Korbschütze der Mannschaft (21,1 Punkte pro Spiel), sondern auch ihr stärkster Rebounder (9,2 Rebounds pro Partie). Neben ihm waren die Zwillingsbrüder Tom und Ben Spöler sowie der Point Guard der Mannschaft, Tim Hailey, die wichtigsten Leverkusener Spieler. Als Talente aus der eigenen Jugend spielten sich Mathis Mönninghoff und Martin Breunig in den Vordergrund.
Kurz vor Weihnachten trafen in der Wilhelm-Dopatka-Halle (heute Ostermann-Arena), der Heimspielstätte der Bayer Giants, die Leverkusener auf den Tabellenführer Schwelmer Baskets. Es kamen knapp 2.100 Zuschauer zum Spitzenspiel in der 1. Regionalliga West. Die Leverkusener lagen fast das gesamte Spiel zurück, konnten aber am Ende durch eine kämpferische Mannschaftsleistung das Spiel mit 85:80 gewinnen. Damit lagen die Giants nur noch zwei Punkte hinter dem Tabellenführer aus Schwelm zurück.
Am 28. März 2009 feierten die Bayer Giants vor 1200 Zuschauern mit einem 111:72-Heimerfolg über den GV Waltrop die Meisterschaft in der Regionalliga West. Verbunden war damit der sportliche Aufstieg in die ProB. Profitieren konnten die „Riesen vom Rhein“ von einer überraschenden Niederlage der bis dahin führenden Schwelmer Baskets am vorletzten Spieltag. In Salzkotten verloren sie durch einen Dreipunktwurf, der bei ablaufender Spielzeit vom Brett abprallend durch den Korb fiel, mit 99:98 und waren nun punktgleich mit Leverkusen. Den direkten Vergleich konnten sich die Giganten bereits im Vorfeld mit einer starken Mannschaftsleistung in Schwelm (67:98) sichern.
Bei den Heimspielen dieser Saison betrug der Zuschauerschnitt in Leverkusen knapp 500 Zuschauer pro Spiel. Vor allem aber war bemerkenswert, dass viele Fans dem Verein nach dem Zwangsabstieg die Treue hielten, was in erster Linie bei Auswärtsspielen deutlich wurde, bei dem Bayer-Fans stets in einer großen Anzahl vertreten waren.

### Wechseljahre in der 2. Basketball Bundesliga ProB / ProA (2009 bis 2019)
| Saison  | Liga      | Platz | Spiele | S  | N  | Endrunde      |
| ------- | --------- | ----- | ------ | -- | -- | ------------- |
| 2009/10 | ProB      | 7     | 30     | 15 | 15 |               |
| 2010/11 | ProB Nord | 8     | 22     | 10 | 12 | Achtelfinale  |
| 2011/12 | ProB Nord | 11    | 24     | 8  | 16 | Klassenerhalt |
| 2012/13 | ProB Süd  | 5     | 22     | 13 | 9  | Meister       |
| 2013/14 | ProA      | 13    | 30     | 9  | 21 |               |
| 2014/15 | ProA      | 14    | 30     | 10 | 20 |               |
| 2015/16 | ProA      | 15    | 30     | 7  | 23 |               |
| 2016/17 | ProB Süd  | 4     | 22     | 13 | 9  | Achtelfinale  |
| 2017/18 | ProB Süd  | 8     | 30     | 10 | 12 | Achtelfinale  |
| 2018/19 | ProB Süd  | 1     | 22     | 21 | 1  | Meister       |

Nachdem den Giants der sofortige Aufstieg in die ProB gelungen war, war das erste Ziel des Trainers Stephan Ruers den Verein in der 2. Basketball-Bundesliga zu etablieren. Die meisten Spieler aus dem Meisterjahr konnten gehalten werden. Während die US-Amerikaner Chris Martin und Tim Haley den Verein verließen, verstärkten sich die Giants zu Beginn der Saison 2009/10 mit US-Forward Hunter Henry und John Grotberg, dem besten Korbschützen der dritten NCAA-Division. Die Giants starteten auch sofort mit einem Heimsieg gegen den Meister der Saison 2008/09, die Herzöge Wolfenbüttel, in die Saison. Mit einem deutlichen 91:70-Sieg übernahm der deutsche Rekordmeister gar die Tabellenführung in der ProB. Nach diesem doch sehr guten Saisonstart in der neuen Spielklasse verloren die Giants von den nächsten zehn Spielen ganze sieben. Am vierten Spieltag der Saison entließ man den enttäuschenden US-Amerikaner John Grotberg und verpflichtete mit Rodney Foster einen Aufbauspieler aus der NCAA I (Rice University). Mit Foster ging es bergauf und nach der Hinserie (15 Spielen) hatte Bayer eine Bilanz von sieben Siegen und acht Niederlagen vorzuweisen. In der Rückrunde konnte man gegen die starken Mannschaften der Liga lange Zeit mithalten, am Ende verlor man jedoch stets (z. B. S.Oliver Würzburg oder die Dragons Rhöndorf). Die Pflichtaufgaben erfüllte man souverän und beendete die Saison mit einer ausgeglichenen Bilanz von 15 Siegen zu 15 Niederlagen auf einem guten siebten Tabellenrang (von 16 teilnehmenden Mannschaften).
Zu Beginn der Saison 2010/11 wurde Trainer Stephan Ruers nach drei Jahren als Leverkusener Headcoach entlassen und durch den US-Amerikaner Chris Martin als Spielertrainer ersetzt. Die Giants hatten einige namhafte Abgänge zu verkraften (Hunter Henry, Rodney Foster, Mathis Mönninghoff etc.) und mussten einen fast komplett neuen Kader zusammenstellen. Trainer Chris Martin verpflichtete für die Ausländerspositionen seine Landsleute Nick Michael (vorher GiroLive-Ballers Osnabrück) und Justin Eller (Sacramento State University / NCAA I). Als deutsche Spieler holte man mit Felix Engel (Urspringschule) und Steven Monse (Alba Berlin II) zwei damalige U20-Nationalspieler. Der Saisonbeginn musste spätestens nach zwölf Spielen als „Fehlstart“ angesehen werden. Eine Bilanz von vier Siegen und acht Niederlagen der Leverkusener zwang die Verantwortlichen zu handeln und man verpflichtete mit US-Guard Josh Young (Drake University / NCAA I) einen starken Schützen. Mit durchschnittlich 27,5 Punkten pro Spiel hatte Young großen Anteil am Erreichen der neugeschaffenen „ProB-Playoffs“. Dort schied man jedoch als Achter im Norden gegen den Erstplatzierten im Süden, die Erdgas Ehingen/Urspringschule, klar mit 0:2 aus. Nach der Saison musste Cheftrainer Martin Bayer verlassen und man verpflichtete mit Achim Kuczmann ein „Leverkusener Urgestein“ als Verantwortlichen an der Seitenlinie.

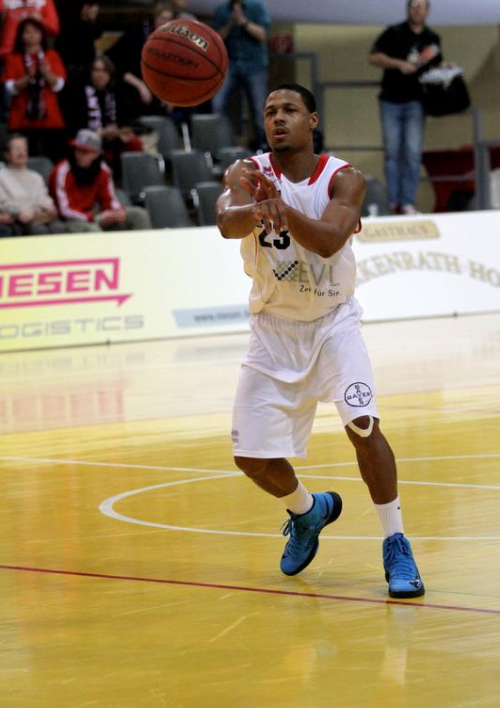
Josh Parker gewann mit den Bayer Giants die Meisterschaft in der ProB 2012/13 und wurde gleichzeitig „MVP“ der Liga.

Unter Kuczmann zogen die Giants 2012/13 wieder in die Play-offs ein. Zuvor war die Mannschaft aus der Nord- in die Südstaffel der Liga versetzt worden. Dort schlossen die „Riesen vom Rhein“ die Hauptrunde der Saison auf dem vierten Rang ab. In den Playoffs gelang es den Leverkusenern bis ins Finale um den ProB-Titel vorzudringen. Dort trafen die Giants im Finale auf die Schwelmer Baskets. Gegen die Baskets setzten sich die Rheinländer nur dank der direkten Korbdifferenz durch und errangen die Meisterschaft. Mit dem Titel verbunden war die sportliche Qualifikation für die ProA. Nachdem zunächst unklar erschien, ob die Farbenstädter den sportlichen Aufstieg aufgrund von wirtschaftlichen Zwängen würden wahrnehmen können, gab das Management im Mai 2013 bekannt, dass die Giants die Voraussetzungen schaffen konnten und zur Saison 2013/2014 in der ProA antreten werden. Nach drei eher durchwachsenen Jahren in der zweithöchsten Spielklasse, stieg man am Ende der Saison 2015/16 in die ProB ab.
Nach dem Abstieg in die ProB änderte sich das Gesicht der Mannschaft grundlegend. So verließ Publikumsliebling Dennis Heinzmann den Rekordmeister und unterschrieb einen Vertrag beim rheinischen Rivalen, den RheinStars Köln. Neu in den Kader kamen neben die drei US-Amerikaner Kerry Carter, Brandon Nazione und Damon Smith sowie der ehemalige Jugendnationalspieler Alexander Blessig und der erfahrene Flügelspieler Tim Schönborn. Die Hauptrunde 2016/17 beendeten die Giants mit einer Bilanz von 13 Siegen und neun Niederlagen auf dem vierten Tabellenplatz der Südstaffel. Carter wurde im Anschluss durch die Trainer, Mannschaftskapitäne und Fans der Liga zum besten Spieler des Jahres 2017 gewählt („Most Valuable Player“). Mit Heimrecht im Rücken, traf man in der ersten Runde der Playoffs auf die VfL SparkassenStars Bochum. In einer ausgeglichenen Serie zogen die Leverkusener mit 1:2 den Kürzeren und schieden im Kampf um den Aufstieg aus.
2017/18 nahm der Rekordmeister neuen Anlauf und änderte die Verpflichtungsstrategie. Statt eines Ausländers auf den kleinen Positionen sollten nun junge deutsche Akteure den Aufbau leiten. Als Brettspieler konnten die US-Amerikaner C.J. Oldham (Sohn des ehemaligen Leverkusener Trainers Calvin Oldham), Bruce Beckford und Donovon Jack verpflichtet werden. Die Saison verlief für den Rekordmeister eher durchschnittlich. Zu oft blieben die ausländischen Spieler hinter ihren Erwartungen zurück und nur knapp erreichten die Giants als Tabellenachter die Endrunde um den Aufstieg in die ProA (Bilanz Hauptrunde: zehn Siege / zwölf Niederlagen). Im Playoff-Achtelfinale traf Bayer auf die Artland Dragons Quakenbrück. Da beide Mannschaften über eine gemeinsame Geschichte in der Basketball-Bundesliga verfügen, sorgte die Paarung bereits im Vorfeld für großen Gesprächsstoff. In der ersten Partie der „Best-Of-Three“-Serie behielten die Dragons mit 95:71 deutlich die Überhand, bevor die Giants in der Ostermann-Arena vor 1.500 Zuschauern mit einem 84:70-Erfolg für eine faustdicke Überraschung sorgten. Die entscheidende dritte Begegnung war lange Zeit ausgeglichen und zwischen beiden Mannschaften war keiner großer Leistungsunterschied zu erkennen, dennoch setzte sich der Favorit aus Niedersachsen schlussendlich mit 90:75 durch und zog in die nächste Runde ein. Damit war die Saison für die Rheinländer beendet.

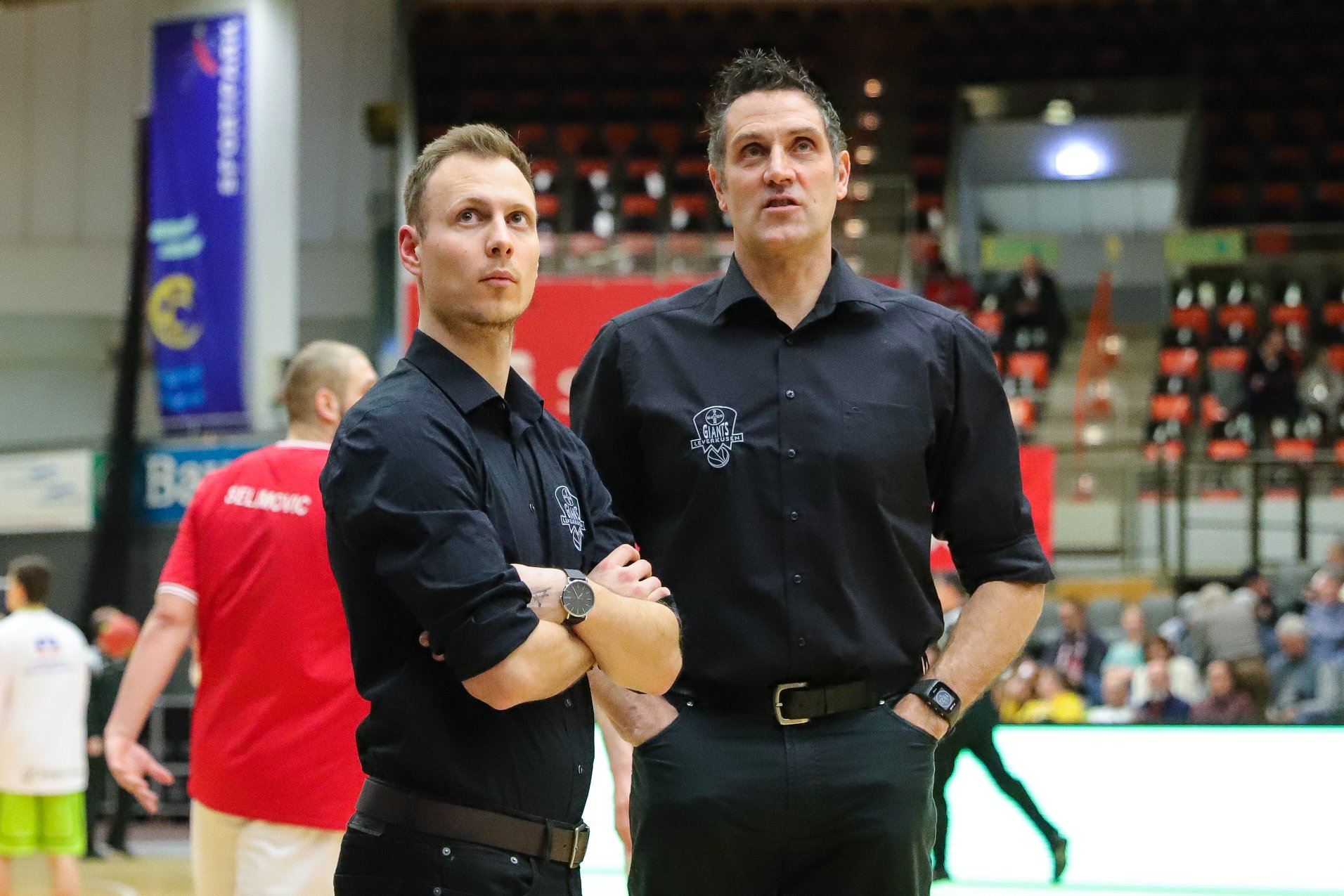
Hansi Gnad (rechts) war zwischen 2018 und 2024 Cheftrainer in Leverkusen. An seiner Seite: Assistenztrainer Jacques Schneider (links).

Bevor die ProB-Saison 2018/19 eröffnet wurde, gab der bisherige Bayer-Trainer Achim Kuczmann seinen Posten als Cheftrainer ab. Ihn beerbte sein bisheriger Assistent Hansi Gnad. Der Europameister von 1993 war zuvor Übungsleiter der U19-Bundesligamannschaft des TSV Bayer 04 Leverkusen und erreichte mit der Mannschaft mehrere Male die Playoffs um die Deutsche Meisterschaft. Kuczmann blieb dem Verein als Geschäftsführer der Basketball-Abteilung erhalten. Gnad führte die Mannschaft im Spieljahr 2018/19 auf den ersten Platz der Südstaffel der 2. Bundesliga ProB, dabei wurde mit 22 Siegen eine neue ProB-Bestmarke aufgestellt. In der folgenden Meisterrunde zog man ins Finale ein und bezwang in den beiden Endspielen den Nord-Ersten Münster mit 89:86 sowie 88:60. Damit schloss Leverkusen die Saison als Meister der 2. Bundesliga ProB ab, der sportliche Aufstieg war bereits durch den Einzug in die Endspiele erreicht worden. Beste Leverkusener Korbschützen der Meistermannschaft waren Tim Schönborn und Nick Hornsby mit jeweils 12,2 Punkten je Begegnung. Als bester Vorbereiter gab Nino Čelebić pro Einsatz im Schnitt 4,3 Korbvorlagen.

### Etablierung in der Spitze der ProA, Abstieg in die ProB und ProA-Rückkehr (2019 bis heute)
| Saison  | Liga      | Platz | Spiele | S  | N  | Endrunde           |
| ------- | --------- | ----- | ------ | -- | -- | ------------------ |
| 2019/20 | ProA      | 5     | 27     | 14 | 13 | Saison abgebrochen |
| 2020/21 | ProA      | 5     | 28     | 18 | 10 | 2. Platz           |
| 2021/22 | ProA      | 5     | 32     | 19 | 13 | Halbfinale         |
| 2022/23 | ProA      | 17    | 34     | 9  | 19 | Abstieg            |
| 2023/24 | ProB Nord | 2     | 26     | 20 | 6  | Viertelfinale      |
| 2024/25 | ProB Nord | 1     | 26     | 25 | 1  | Meister            |

#### 2019/20
Die Leverkusener verstärkten sich vor der ProA-Saison 2019/20 mit etablierten Zweitligaspielern wie Eddy Edigin (zuvor Brose Bamberg / Baunach Young Pikes) oder Luca Finn Kahl (Paderborn Baskets) und konnten den Großteil ihres Kaders aus dem Vorjahr zusammenhalten. Unter anderem wurden die Verträge mit ProB-MVP Nick Hornsby und mit Aufbauspieler Nino Čelebić verlängert. In der Vorbereitung hatten die Leverkusener mit der schweren Verletzung von Neuzugang Greg Logins Jr (Team FOG Næstved / Dänemark) einen Schock zu verdauen. Der US-Amerikaner fiel die gesamte Saison aus. Für ihn wurde Colter Lasher als Ersatz von den Geraldton Buccaneers (Australien) verpflichtet.
Die Rheinländer verloren die ersten beiden Partien zu Saisonbeginn (63:74 gegen die Eisbären Bremerhaven, 71:99 gegen die Niners Chemnitz) bevor am dritten Spieltag der erste Saisonsieg über die Kirchheim Knights folgte (103:86). Schnell machten sich die Bayer Giants einen Namen in der Liga und wurden zu einem unangenehmen Gegner. Ein Ausrufezeichen setzte der Basketball-Rekordmeister am 8. Spieltag, als die Nürnberg Falcons BC in die Ostermann-Arena reisten. Die Franken lagen über einen langen Zeitraum mit 21 Zählern in Front. Die Leverkusener, angeführt vom stark aufspielenden Colter Lasher (18 Punkte), kamen nicht nur zurück, sondern gewannen schlussendlich auch die Partie mit 91:83. Nach zehn gespielten Partien standen die Giants überraschend, mit einer Bilanz von sieben Siegen und drei Niederlagen, auf einem guten vierten Tabellenplatz. In der Folge konnten sich Bayer im oberen Tabellendrittel festsetzen und das trotz einiger Ausfälle, wie zum Beispiel ihrer Brettspieler Dennis Heinzmann und Marian Schick. Am Ende der Saison 2019/20, welche aufgrund der COVID-19-Pandemie frühzeitig endete, belegte Leverkusen den fünften Rang. Bester Korbschütze der Farbenstädter war Nick Hornsby mit 14,3 Punkten pro Spiel, gefolgt von Colter Lasher (13,9 PpS) und Nino Čelebić (10,7 PpS). Im Durchschnitt besuchten die 13 Heimspiele der „Giganten“ 2019/20 1002 Zuschauer in der Ostermann-Arena.

#### 2020/21
Nach der Saison 2019/20 mussten die Giants ihren Kader für die ProA-Saison 2020/21 neu aufstellen. Leistungsträger wie Nick Hornsby (Hapoel Be’er Scheva / Israel) und Tim Schönborn (Karriereende) verließen den Rekordmeister und wurden im Gegenzug von Haris Hujic (kam von den Rostock Seawolves), J.J. Mann (Okapi Aalstar / Belgien) oder Marko Bacak (Wiha Panthers Schwenningen) ersetzt. Die Leverkusener benötigten einige Zeit, um sich auf dem Feld als Einheit zu finden. So verlor Bayer vier der ersten sechs Begegnungen. Vor allem in der Fremde wies die Mannschaft von Hansi Gnad Schwächen auf und kehrte immer wieder mit Niederlagen in das Rheinland zurück. Erst am zehnten Spieltag gewann man erstmals in fremder Halle gegen die Gladiators Trier mit 77:68. Doch was den Farbenstädtern bei Auswärtsspielen nicht gelang, funktionierte in der heimischen Halle. Lediglich eine Begegnung (65:72 gegen Science City Jena) von insgesamt 14 Spielen verloren sie in der Hauptrunde an der Bismarckstraße. Schlussendlich landeten die Leverkusener Korbjäger in der ProA-Hauptrunde mit einer Bilanz von 18 Siegen und zehn Niederlagen auf dem fünften Tabellenplatz. In den Playoffs 2021 überraschten die Rheinländer dann die Konkurrenz. Gegen die Favoriten in der Playoffgruppe 1 wie Jena oder die Rostock Seawolves behielt man die Oberhand und zog als Gewinner der Staffel in das Finale um die ProA-Meisterschaft ein. Damit verbunden war das Aufstiegsrecht für die Basketball-Bundesliga, welches die Leverkusener aber aufgrund ihrer finanziellen Perspektive nicht wahrnahmen. In den beiden Finalspielen unterlag man den MLP Academics Heidelberg deutlich (66:96 / 93:93). Nach der Saison wurde Gnad von der Liga zum „Trainer des Jahres“ und Haris Hujic (2020/21: 14,8 Punkte pro Partie) zum „MVP“ (Most Valuable Player) gekürt. Während Erstgenannter dem Verein erhalten blieb, schloss sich Hujic nach Saisonende der BG Göttingen an.

#### 2021/22
2021 ging Bayer in sein drittes ProA-Jahr in Folge. Die Verantwortlichen der Leverkusener mussten erneut einige Abgänge ihres Kaders kompensieren. Wie Hujic verließen weitere Leistungsträger wie Eddy Edigin (Hamburg Towers / Bundesliga), Sheldon Eberhardt (SC Rasta Vechta / ProA) oder Grant Dressler den Verein. Trainer Gnad versuchte diese Lücke mit neuen Akteuren wie mit den bundesligaerfahrenen Luis Figge (zuvor Niners Chemnitz) und Ferenc Gille (Team Ehingen Urspring / ProA) oder dem US-Amerikaner Spencer Reaves (CB Tizona Burgos / Spanien) zu schließen. Ein Problem ereilte die Rheinländer in der Vorbereitung: Quentin Goodin, der etatmäßige Aufbauspieler des Klubs, verletzte sich und fiel mehrere Wochen aus. Für ihn verpflichtete man den früheren NBA-G-League-Spieler Devon Bookert, der einen Vertrag bis Ende September 2021 erhielt. Doch trotz dieses Rückschlags zeigten sich die Giants in den Vorbereitungsspielen von ihrer guten Seite und bezwangen unter anderem Ligakonkurrent Phoenix Hagen (77:64) und den belgischen Erstligisten Liège Basket (121:87). Die Anfangsphase der Saison verlief mit einigen Höhen und Tiefen. Nach den ersten zehn Begegnungen standen die Bayer-Korbjäger mit einer Bilanz von fünf Siegen und ebenso vielen Niederlagen nur knapp auf einem Playoffplatz. An dieser Form änderte sich in der Folge zunächst nicht viel, die Spielzeit glich einer „Achterbahnfahrt“. Überraschende Siege wie gegen den Ligaprimus, die Rostock Seawolves (95:85), folgten Niederlagen gegen vermeintlich schwächere Mannschaften wie Aufsteiger VfL SparkassenStars Bochum (86:91). Erst am letzten Spieltag konnten die „Riesen vom Rhein“ den Einzug in die Playoffs 2022 mit einem Erfolg über den Mitbewerber, die Paderborn Baskets (102:85), dingfest machen. Mit einer Bilanz von 19 Siegen und 13 Niederlagen landete man wie die beiden Jahre zuvor auf dem fünften Rang. Mit durchschnittlich 14,9 Punkten pro Spiel war Quentin Goodin bester Korbschütze der Leverkusener in der Hauptrunde. Bester Rebounder der Farbenstädter wurde Publikumsliebling Dennis Heinzmann (8,0 Rebounds pro Partie). Der Zuschauerschnitt lag bei 675 Besuchern pro Heimspiel (aufgrund der COVID-19-Beschränkungen durften zwischenzeitlich nicht mehr als 750 Zuschauer die Spiele in der Ostermann-Arena besuchen). Im Viertelfinale der Playoffs im Frühling 2022 traf Bayer auf die Gladiators Trier. In der Serie setzte sich Leverkusen mit 3:1-Siegen durch. Das vierte Spiel in der Ostermann-Arena sahen 2.378 Zuschauer. So viele Zuschauer waren zuletzt im ProB-Finale 2019 in der Rundsporthalle zugegen. Im Halbfinale traf man dann auf den Hauptrundenersten, die Tigers Tübingen. Ohne ihre verletzten Leistungsträger J.J. Mann und Quentin Goodin unterlagen die Rheinländer deutlich mit 0:3. Damit war die Saison für den 14-maligen Deutschen Meister beendet.

#### 2022/23
Mit vielen Veränderungen ging es für die Leverkusener in die ProA-Saison 2022/23. Neun Abgängen standen ebenso viele Neuzugängen gegenüber. Die Vorbereitung auf die neue Saison verlief mäßig. Mannschaftskapitän Dennis Heinzmann verletzte sich im Training schwer, für ihn wurde der Kanadier Marc-André Fortin nachverpflichtet. In Testspielen gab es Siege über die University of California, Berkeley (USA, NCAA l) und Circus Brüssel Basketball (1. Liga Belgien), es folgten aber auch deutliche Niederlagen gegen Résidence Walferdange (1. Liga Luxemburg) oder Yoast United (1. Liga Niederlande). Kurz vor dem ersten Spieltag trennten sich die „Riesen vom Rhein“ von US-Guard Melik Martin.
Dennoch gewann Bayer zum Auftakt gegen die PS Karlsruhe Lions mit 90:77. Doch in der Folge gab es für die Leverkusener fünf Niederlagen in Serie, unter anderem ein deutliches 66:98 gegen die Tigers Tübingen. Verbunden mit dieser Vielzahl an Niederlagen war die Verletzungsmisere des Klubs. So fehlten die Neuzugänge Matthew Meredith (Entzündung im Knie) oder Melvin Jostmann (Epstein-Barr-Virus) mehrere Wochen. Im Oktober 2022 verpflichteten die Rheinländer Devin Thomas nach. Als Überraschung wurde Mitte November 2022 der Sieg (95:88) gegen den Tabellendritten Medipolis SC Jena eingeschätzt. Der Aufwärtstrend der Farbenstädter hielt allerdings nicht lange an. Ende des Monats November verlor man gegen die Wiha Panthers Schwenningen (67:84) und die Kirchheim Knights (52:79). Im Anschluss an die Niederlage in Schwenningen entließ man Devin Thomas. Neu an den Rhein wechselte der kanadische Nationalspieler Kadre Gray. Auch im Dezember 2022 hielt die Negativserie der Bayer-Korbjäger an, man verlor alle fünf Begegnungen im letzten Monat des Kalenderjahres 2022. Kurz vor dem Jahreswechsel verpflichteten die Leverkusener mit Nick Hornsby einen Spieler, der bereits das Trikot der Giants trug (von 2018 bis 2020) und mit dem Verein 2019 die Meisterschaft in der ProB gewann sowie Most Valuable Player 2018/19 (bester Spieler der Saison) wurde. Kurz nach dem Jahreswechsel tätigten die Verantwortlichen eine weitere Neuverpflichtung und hießen Gabriel de Oliveira vom Bundesligisten Rostock Seawolves willkommen. Das erste Spiel im Jahr 2023 verloren die Riesen vom Rhein mit 93:97 nach Verlängerung gegen die Gießen 46ers. Gegen die Mittelhessen schrammte Hornsby mit 20 Punkten, 10 Rebounds und 7 Assists nur knapp an einem „Triple-Double“ vorbei. Nur rund zwei Wochen später starteten die Giants mit einer Siegesserie von fünf Partien eine Aufholjagd und verließen erstmalig den letzten Tabellenplatz, den nun die Panthers aus Schwenningen einnahmen. Dabei gab es im Januar 2023 wieder einige personelle Veränderungen zu vermerken: Xavier Bishop verließ den Klub mit unbekanntem Ziel, Robert Merz schloss sich den EN Baskets Schwelm in der ProB an und TreVion Crews wechselte aus Luxemburg (Residencé Walferdange) an den Rhein. Doch der Aufwärtstrend hielt nicht lange an. Gegen die direkten Konkurrenten im Abstiegskampf, den VfL SparkassenStars Bochum (86:101) und die Paderborn Baskets (96:103 n. V.), gab es zwei Niederlagen. In der Folge fehlte Bayer die Konstanz, um sich aus dem Tabellenkeller zu befreien. Nach der verlorenen Begegnung gegen die Nürnberg Falcons BC (72:80) stand Leverkusen mit zwei Siegen Rückstand bei noch vier zu spielenden Partien weiterhin auf einem Abstiegsplatz. Nach der 74:79-Niederlage des Rekordmeisters im NRW-Duell mit Phoenix Hagen, bei der der frühere Leverkusener J. J. Mann mit 19 Punkten bester Korbschütze war, standen die Rheinländer neben Schwenningen als zweiter sportlicher Absteiger der Saison 2022/23 fest. Man beendete die Spielzeit mit einer Bilanz von neun Siegen und 25 Niederlagen.

#### 2023/24
Aufgrund der Tatsache, dass die Zweitvertretung des SC Rasta Vechta und die SG Lützel-Post Koblenz von ihrem sportlichen Aufstiegsrecht als ProB-Finalteilnehmer Gebrauch machten, stand fest, dass es keine Wildcard für die ProA in der Saison 2023/24 geben wird. Damit mussten die Giants den Gang in die ProB antreten. Die Lizenz wurde den Leverkusenern vom Lizenzausschuss der 2. Basketball-Bundesliga ohne Auflagen erteilt. Des Weiteren wurde mitgeteilt, dass der Rekordmeister der Nordstaffel zugeteilt wurde.
In und um den Verein herum mussten die Verantwortlichen einige neue Stellen besetzen. Auf sportlicher Seite gab es einige Abgänge zu vermelden: Jacques Schneider, langjähriger Co-Trainer an der Seite von Hansi Gnad und Cheftrainer der vereinseigenen NBBL-Vertretung, wechselte zu den Gladiators Trier an die Seite von Rückkehrer Don Beck. Spieler wie u. a. Haris Hujic (ebenfalls Trier), Nick Hornsby (Maccabi Haifa / Israel), Melvin Jostmann (PS Karlsruhe Lions), Dejan Kovačević (Gießen 46ers) und Joel Moketo Lungelu (Team Ehingen Urspring) verließen den Klub. Mitte Juni 2023 verabschiedeten die Bayer-Korbjäger auch ihre vier Importspieler (Nick Hornsby, Kadre Gray, TreVion Crews und Abdul Mohamed). Lediglich Mannschaftskapitän Dennis Heinzmann (Vertrag bis 2025) und Marius Stoll (verlängerte im Juni 2023) besaßen gültige Verträge für die Saison 2023/24 in der dritthöchsten deutschen Spielklasse. Als erste Neuverpflichtung stellten die Farbenstädter C.J. Oldham von den EN Baskets Schwelm vor, der bereits in der Saison 2017/18 das Trikot der Rheinländer trug. Er unterschrieb einen Vertrag über zwei Spielzeiten. Es folgten die Neuzugänge Marko Bokšić (zuletzt Iserlohn Kangaroos / ProB), Sebastian Brach, Sören-Eyke Urbansky (beide White Wings Hanau / ProB) und Latrell Großkopf (OrangeAcademy / ProB). Weitere Abgänge versuchte man mit Quadre Lollis Jr. (BIS Baskets Speyer / ProB) und Joshua Dahmen (Iserlohn Kangaroos) zu ersetzen. Mit der Verpflichtung von Trey McBride, der 2022/23 für die Itzehoe Eagles in der ProB knapp 22 Punkte pro Spiel erzielte und zu den besten Guards der Spielklasse gehörte, war das Aufgebot im Sommer 2023 vollständig. Die drei Talente Calin Nita, Der Odeh und Lennart Litera kamen als Ergänzungsspieler hinzu. Am 20. Oktober 2023 vermeldeten die Leverkusener Basketballer Michael Koch, der als Spieler fünfmal mit dem TSV Bayer 04 deutscher Meister wurde, als neuen Individual- und Assistenztrainer.
Die ersten fünf Spiele der ProB-Saison 2023/24 entschied man allesamt für sich. Damit gelang Leverkusen an die Tabellenspitze der Nordstaffel. Am 6. Spieltag verlor man erstmalig eine Partie: Vor heimischer Kulisse unterlag man den EN Baskets Schwelm mit 68:71. In der folgenden Woche rehabilitierte man sich mit einem deutlichen Auswärtserfolg beim TV Ibbenbüren (59:73), jedoch folgten gleich im Anschluss zwei Niederlagen gegen die Berlin Braves 2000 und Iserlohn Kangaroos. Zu diesem Zeitpunkt stand Bayer mit einer Bilanz von sechs Siegen und drei Niederlagen auf dem vierten Tabellenplatz. In den darauffolgenden Wochen gelang den Leverkusenern allerdings mit drei Erfolgen aus vier Begegnungen die Wende. Ein Höhepunkt war der 72:64-Sieg des Rekordmeisters im Derby gegen den Tabellenführer, die RheinStars Köln, welchen man daheim vor 2.564 Zuschauer bezwang. Seit dem Zwangsabstieg im Jahr 2008 waren lediglich einmal mehr Besucher in der Ostermann-Arena bei einem Pflichtspiel der Farbenstädter zu Gast. Durchschnittlich besuchten in der Hauptrunde 1.513 Zuschauer die Heimspieltage. Das war in der Saison 2023/24 Ligabestwert. Nach dem Erfolg gegen Köln legten die Giants rund zwei Wochen später in der Domstadt zum Start der Rückserie mit zwei positiven Wertungspunkten nach (68:66). In der Folge blieb der Rekordmeister weitere elf Partien in Serie ungeschlagen und war über mehrere Wochen Tabellenführer der ProB-Nord. Ein Negativlauf zum Ende der Spielzeit (zwei Niederlagen in Folge gegen die Itzehoe Eagles und SSV Lokomotive Bernau) sorgte allerdings dafür, dass Bayer nach Abschluss der Hauptrunde mit insgesamt 20 Siegen und sechs Niederlagen auf dem zweiten Rang (hinter Köln) landete. Mit durchschnittlich 17 Punkten pro Begegnung war US-Amerikaner Trey McBride bester Leverkusener Korbschütze. Bester Rebounder der Kevin Strangmeyer war (4,6 Rebounds pro Spiel).
Im Achtelfinale traf man auf die Zweitvertretung des FC Bayern München um Ivan Kharchenkov, welche zweimal bezwungen wurde, wodurch Leverkusen in die Runde der besten acht Mannschaften einzog. Im Viertelfinale traf Bayer auf den Aufsteiger, die Berlin Braves 2000, gegen welche man in der Hinrunde ein Spiel verloren (71:83) beziehungsweise in der Rückrunde gewonnen hatte (91:84). Verletzungsbedingt musste Leverkusen weiterhin auf Aufbauspieler Sebastian Brach verzichten. Im ersten Viertelfinalspiel unterlag man den Berlinern vor heimischer Kulissen (1.438 Zuschauern) mit 62:83. Zwei Tage später stand die zweite Partie auf dem Programm, allerdings ohne Trainer Gnad, der die Reise nach Berlin aufgrund gesundheitlicher Probleme nicht antrat. Vor rund 600 Zuschauern in der Sporthalle Charlottenburg schieden die Leverkusener nach einer 55:74-Niederlage im Viertelfinale (0:2) aus. Damit war das sportliche Ziel, der Wiederaufstieg in die ProA, für die Rheinländer nicht mehr zu erreichen. Zwar stellte der Verein auch einen Antrag auf die Teilnahme an der 2. Bundesliga ProA, zog diesen Mitte Mai 2024 aber zurück.

#### 2024/25
Gnad gab in der Sommerpause 2024 das Amt des Cheftrainers aus gesundheitlichen Gründen ab. Er wurde Sportlicher Leiter und gleichzeitig Co-Trainer von Michael Koch, der Gnad als Cheftrainer nachfolgte. Im Kader gab es im Vergleich zum Vorjahr einige Änderungen. So verließen unter anderem der beste Leverkusener Korbschütze Trey McBride (Frankreich) und Quadre Lollis Jr. (Itzehoe Eagles / ProB) den Verein. Mit Donte Nicholas verpflichtete Leverkusen einen erfahrenen und vielseitigen US-Amerikaner.  Des Weiteren kehrte Luca Finn Kahl zurück. Gleiches galt für Joel Lungelu, der nach einem Jahr in Ehingen wieder zu den Bayer-Korbjägern stieß, bei denen er bereits seit frühster Kindheit spielte. Gehalten wurde Spieler wie Moritz Hübner, Sören-Eyke Urbansky oder Sebastian Brach.
Unter Koch setzte sich die Mannschaft schnell an der Spitze der ProB-Nordstaffel fest. Die Rheinländer blieben bis zum 8. Spieltag ungeschlagen, dann gab es ein 66:68 bei den SBB Baskets Wolmirstedt. In der Folge gelangen Leverkusen 18 Siege in Serie. Mitte Januar 2025 ergänzte man den Kader mit Viktor Ziring, welcher von den Gießen 46ers in die Ostermann-Arena wechselte. Bereits im Februar 2025 stand nach einem 78:67-Heimsieg im Spitzenspiel gegen Zweitliga-Absteiger Paderborn die Playoff-Teilnahme fest. Ausgetragen wurde die Begegnung mit den Ostwestfalen vor 1700 Zuschauern. Vier Spieltage vor dem Ende der Hauptrunde war Leverkusen auch der Gewinn des Meistertitels in der Nordstaffel nicht mehr zu nehmen. Die Hauptrunde der Saison 2024/25 schlossen die Leverkusener mit einer Bilanz von 25 Siegen und einer Niederlage als Tabellenführer der Nordstaffel ab. Infolgedessen wurde Michael Koch von der Liga zum Trainer des Jahres 2024/25 in der ProB gekürt.
In den Playoffs 2025 bezwang man im Achtelfinale den Vorjahresmeister, die Dragons Rhöndorf, mit 2:0. In der darauffolgenden Runde der besten acht Mannschaften wies man die BIS Baskets Speyer ebenfalls mit zwei gewonnenen Partien (2:0) in die Schranken. Durch zwei Siege im Halbfinale gegen Bernau zog die Mannschaft Mitte Mai 2025 in die Endspiele um den ProB-Meistertitel ein. Damit hatte Leverkusen den sportlichen Wiederaufstieg in die zweithöchste deutsche Spielklasse geschafft.
Die strukturellen Weichen für einen ProA-Aufstieg hatten die Verantwortlichen des TSV bereits zuvor gestellt und einen Lizenzantrag für eben diese Liga angekündigt. Im Finale gegen die SBB Baskets Wolmirstedt (Hauptrundenzweiter der Nordstaffel) setzte sich Leverkusen mit zwei deutlichen Erfolgen (76:53 / 82:65) durch. Im Heimspiel der Endspielserie kamen 2.771 Zuschauer in die Ostermann-Arena. Somit war die Rundsporthalle ausverkauft. Es war der insgesamt dritte ProB-Titel der Farbenstädter. Damit wurde man Rekordmeister der ProB.

#### 2025/26
Die Ligaleitung erteilte Leverkusen die Lizenz für die ProA-Saison 2025/26 ohne Auflagen. Mit Kahl, Ziring, Brach, Urbansky und Nicholas besaßen bereits fünf Spieler der Vorsaison einen Vertrag für das Spieljahr 2025/26. Mannschaftskapitän Heinzmann (bis 2027), Cheftrainer Michael Koch (bis 2027), C.J. Oldham (bis 2026) und Calin Nita verlängerten ihre Verträge. Als Neuzugänge wurden die beiden US-Amerikaner John Williams Jr. (zuvor MBK Lucenec / Slowakei) und Vatangoe Donzo (zuvor Michelin Etha Engomis / Zypern) vorgestellt.

## Kader 2025/26
- Stand: 25. Juli 2025[122]

| Nr.                  | Name                | Geburtsdatum | Nationalität       | Größe  | Gewicht | Status                | Position         | Vorheriger Verein              |
| -------------------- | ------------------- | ------------ | ------------------ | ------ | ------- | --------------------- | ---------------- | ------------------------------ |
| 1                    | C.J. Oldham         | 26.02.1991   | Vereinigte Staaten | 2,02 m | 97 kg   | Einheimischer Spieler | SF/PF            | EN Baskets Schwelm (ProB)      |
| 2                    | Viktor Ziring       | 30.04.1998   | Deutschland        | 1,87 m | 86 kg   | Einheimischer Spieler | PG/SG            | Gießen 46ers (ProA)            |
| 3                    | Luca Finn Kahl      | 01.06.1997   | Deutschland        | 1,91 m | 88 kg   | Einheimischer Spieler | PG               | Gießen 46ers (ProA)            |
| 10                   | Sebastian Brach     | 22.02.2002   | Deutschland        | 1,90 m | 88 kg   | Einheimischer Spieler | PG/SG            | White Wings Hanau (ProB)       |
| 15                   | Donte Nicholas      | 13.03.1987   | Vereinigte Staaten | 1,96 m | 90 kg   | Ausländer             | SG/SF            | BSW Sixers (ProB)              |
| 20                   | Vatangoe Donzo      | 28.01.2000   | Vereinigte Staaten | 2,01 m | 95 kg   | Ausländer             | SF/PF            | Michelin Etha Engomis (Zypern) |
| 21                   | John Williams Jr.   | 21.02.1999   | Vereinigte Staaten | 1,93 m | 86 kg   | Ausländer             | PG/SG            | MBK Lucenec (Slowakei)         |
| 22                   | Dennis Heinzmann*   | 22.01.1991   | Deutschland        | 2,16 m | 120 kg  | Einheimischer Spieler | C                | RheinStars Köln (ProB)         |
| 24                   | Calin Nita          | 10.02.2005   | Rumänien           | 1,86 m | 81 kg   | Einheimischer Spieler | PG               | BBC Coburg (ProB)              |
| 51                   | Sören-Eyke Urbansky | 29.03.2000   | Deutschland        | 2,14 m | 116 kg  | Einheimischer Spieler | C                | White Wings Hanau (ProB)       |
| * Mannschaftskapitän |                     |              |                    |        |         |                       |                  |                                |
|                      | Michael Koch        | 13.01.1966   | Deutschland        |        |         |                       | Cheftrainer      |                                |
|                      | Hansi Gnad          | 04.06.1963   | Deutschland        |        |         |                       | Assistenztrainer |                                |
|                      | Philipp Stachula    | 14.10.1987   | Deutschland        |        |         |                       | Assistenztrainer |                                |
|                      | Mauriz Golka        |              | Deutschland        |        |         |                       | Athletiktrainer  |                                |

Zugänge: Vatangoe Donzo, John Williams Jr.
Abgänge: Dimitrije Djordjevic, Moritz Hübner
- Führungs- und Betreuungsstab[123]
  - Abteilungsleiter: Frank Rothweiler
  - Geschäftsführer: Henrik Fronda
  - Sportlicher Leiter: Hansi Gnad
  - Leiter Sponsoring / Marketing: Omar Rahim
  - Pressesprecher: Christopher Kwiotek
  - Kommunikation / Vermarktung: Uwe Pulsfort
  - Medizinische Abteilung: Michael Offermann, Martin Reuter, Mirko Meszelinsky, Tim Scharr (Mannschaftsärzte), Yvonne Fritzsche (Physiotherapeutin), Larissa Barbic (Physiotherapeutin)

## Statistiken (Hauptrunde) 2024/25
| #  | Spieler              | Spiele | Punkte | Assists | Rebounds | Blocks | Steals | Spielminuten | Effektivität |
| -- | -------------------- | ------ | ------ | ------- | -------- | ------ | ------ | ------------ | ------------ |
| 1  | C.J. Oldham          | 26     | 5,0    | 1,2     | 3,3      | 0,2    | 0,9    | 21:12 Min.   | 7,2          |
| 2  | Viktor Ziring        | 10     | 9,8    | 1,5     | 1,4      | 0,0    | 0,2    | 21:20 Min.   | 8,0          |
| 3  | Luca Finn Kahl       | 24     | 10,3   | 2,2     | 3,8      | 0,0    | 1,1    | 26:19 Min.   | 10,8         |
| 9  | Anton Meyer          | 3      | 1,0    | 0,3     | 0,0      | 0,0    | 0,0    | 04:22 Min.   | – 0,7        |
| 10 | Sebastian Brach      | 26     | 14,3   | 4,3     | 3,8      | 0,1    | 1,8    | 29:47 Min.   | 15,3         |
| 11 | Moritz Hübner        | 23     | 5,4    | 1,1     | 4,1      | 0,4    | 0,8    | 21:21 Min.   | 6,5          |
| 15 | Donte Nicholas       | 26     | 14,2   | 5,0     | 7,2      | 0,2    | 2,1    | 30:16 Min.   | 19,4         |
| 22 | Dennis Heinzmann     | 25     | 13,0   | 0,2     | 9,2      | 1,8    | 0,6    | 22:56 Min.   | 19,2         |
| 24 | Calin Nita           | 18     | 1,6    | 0,8     | 0,9      | 0,0    | 0,2    | 09:43 Min.   | 1,9          |
| 33 | Dimitrije Djordjevic | 25     | 7,8    | 0,9     | 1,3      | 0,1    | 0,6    | 19:15 Min.   | 5,6          |
| 44 | Lennart Litera       | 3      | 7,7    | 0,7     | 1,7      | 0,0    | 0,7    | 11:49 Min.   | 9,3          |
| 51 | Sören-Eyke Urbansky  | 26     | 6,1    | 0,3     | 3,0      | 0,1    | 0,2    | 14:25 Min.   | 5,1          |
| 55 | Joel Lungelu         | 11     | 3,0    | 0,4     | 2,1      | 0,1    | 0,1    | 07:54 Min.   | 2,7          |

## Ehemalige bekannte Spieler
- Rudi Kleen
- Largo Wandel
- Dieter Kuprella (1968–1977)
- Jochen Pollex (1969–1972)
- Norbert Thimm (1969–72, 1974–81)
- Reiner Frontzek
- Achim Kuczmann (1969–1984; später Trainer)
- Otto Reintjes (später Manager)
- Didi Keller (1971/72)
- / John Ecker (1971–1983)
- Greg Lee (1977–1980)
- / Vladimir Kadlec (1978–1980)
- Detlef Schrempf (nur Jugend bis 1980)
- Uwe Brauer (1980–1987)
- Gunther Behnke (1980–1992)
- Christoph Körner (1981–1992)
- Arvid Kramer (1982/83)
- Richard Harnett (1983–1985)
- Thomas Deuster (später Manager)
- Heimo Förster (1984–1997; später Trainer)
- Michael Pappert (1985–1989)
- Lutz Wadehn (1986–1989)
- John Devereaux (1987/88)
- Moritz Kleine-Brockhoff (1988–1994)
- Henning Harnisch (1988–1996)
- Clinton Wheeler (1989–1993)
- Kannard Johnson (1989–1993)
- Arnd Neuhaus (1989–1991)
- Stephan Baeck (1990–1992)
- Michael Koch (1990–1996)
- Christian Welp (1991–1996)
- Denis Wucherer (1992–98, 2002–05)
- Abdul Shamsid-Deen (1993–1995)
- Tom Garrick (1993–1995)
- Detlef Musch (1993–1995)
- Sascha Hupmann (1994–1996)
- / Chris Corchiani (1995/96)
- Tony Dawson (1995–1997)
- Hansi Gnad (1995–97, 1999–2001)
- Kevin Pritchard (1996/97)
- Goran Kovacev (1996–2003)
- Milt Wagner (1997/98)
- Alexander Kühl (1997/98)
- / Derrick Taylor (1997–1999)
- Jürgen Malbeck (1997–99, 2001–03)
- Gerrit Terdenge (1997–2000)
- Maurizio Pratesi (1997–2000)
- Walter Bond (1998/99)
- Chuck Evans (1999–2001)
- Mike Hansen (1999–2002)
- Steven Hutchinson (1999–2002)
- Gordon Geib (2000–2008)
- Uvis Helmanis (2001/02)
- Oleksandr Lochmantschuk (2001/02)
- Sebastian Machowski (2001/02)
- John Best (2000–2003)
- / Demond Greene (2002–2005)
- Sven Schultze (2002–2005)
- / Artur Kolodziejski (2003–2005)
- Charly Brown (2003–2005)
- Ajmal Basit (2003–2006)
- Kristjan Kangur (2004–2006)
- Brandon Woudstra (2005–2007)
- Nate Fox (2005–2008)
- Martin Breunig (2005–2010)
- Christian Sengfelder (2005–2013)
- Derrick Allen (2006/07)
- Jared Newson (2006/07)
- John Goldsberry (2006/07)
- Beckham Wyrick (2006–2008)
- Eric Taylor (2006–2008)
- Mathis Mönninghoff (2008–2010)
- Till-Joscha Jönke (2009–2012)
- Josh Young (2010/11)
- John Thomas Eggleston (2011–2014)
- Josh Parker (2012/13)
- Marc Sonnen (2013–2015)
- Marvin Heckel (2015/16, 2017/18)
- Kerry Carter (2016/17)
- Tim Schönborn (2016–2020)
- Alexander Blessig (2017–2019)
- J.J. Mann (2020–2022)
- Nick Hornsby (2019/20, 2022/23)
- Michael Kuczmann (2011–2021)[124]

## Bestmarken (pro Spiel – seit 2002)
| Saison        | Punkte                               | Rebounds                   | Assists                      | Steals                           | Blocks                                    |
| ------------- | ------------------------------------ | -------------------------- | ---------------------------- | -------------------------------- | ----------------------------------------- |
| 2002/03 BBL   | John Best 19,1 pro Spiel             | Nate Fox 7,3               | Denis Wucherer 4,7           | Denis Wucherer 2,0               | Demond Greene 0,3                         |
| 2003/04 BBL   | Denis Wucherer 18,1 pro Spiel        | Ajmal Basit 9,3            | Denis Wucherer 4,9           | Denis Wucherer 1,7               | Ajmal Basit 1,1                           |
| 2004/05 BBL   | Denis Wucherer 16,0 pro Spiel        | Ajmal Basit 8,7            | Denis Wucherer 4,5           | Gordon Geib 1,5                  | Ajmal Basit 1,0                           |
| 2005/06 BBL   | Brandon Woudstra 15,7 pro Spiel      | Nate Fox 9,5               | Gordon Geib 2,9              | Gordon Geib 2,2                  | Ajmal Basit 0,7                           |
| 2006/07 BBL   | Derrick Allen 16,5 pro Spiel         | Derrick Allen 7,3          | John Goldsberry 4,2          | John Goldsberry 2,6              | Eric Taylor (Basketballspieler, 1976) 0,5 |
| 2007/08 BBL   | Nate Fox 14,4 pro Spiel              | Nate Fox 7,0               | Zack Whiting 4,0             | Tyron McCoy 1,5                  | Ransford Brempong 1,5                     |
| 2008/09 1.RLW | Chris Martin 21,1 pro Spiel          | Chris Martin 9,7           | Tim Hailey 8,6               | Chris Martin 2,5                 | Keine Aufzeichnung vorhanden              |
| 2009/10 ProB  | Rodney Foster 16,7 pro Spiel         | Hunter Henry 8,0           | Rodney Foster 5,1            | Rodney Foster 1,2                | Hunter Henry 0,7                          |
| 2010/11 ProB  | Josh Young 27,5 pro Spiel            | Justin Eller 7,6           | Josh Young 2,8               | Josh Young 1,9                   | Moritz Thimm 0,5                          |
| 2011/12 ProB  | John Thomas Eggleston 12,0 pro Spiel | Till-Joscha Jönke 7,1      | Farid Sadek 5,3              | Matthias Goddek 1,2              | Lennard Jördell 0,8                       |
| 2012/13 ProB  | Josh Parker 27,6 pro Spiel           | John Thomas Eggleston 10,1 | Josh Parker 7,5              | Josh Parker 2,0                  | Matthias Brüggemann 0,7                   |
| 2013/14 ProA  | John Thomas Eggleston 16,3 pro Spiel | Ben Spöler 10,0            | Tony Watson II 6,2           | Tony Watson II 1,4               | John Thomas Eggleston 0,7                 |
| 2014/15 ProA  | Willy Manigat 15,9 pro Spiel         | Jake Koch 6,3              | Richard Carter 3,3           | Willy Manigat 1,4                | Jake Koch 0,7                             |
| 2015/16 ProA  | Roderick Camphor 15,6 pro Spiel      | Dennis Heinzmann 7,7       | Drew Brandon 4,3             | Drew Brandon 2,4                 | Dennis Heinzmann 2,0                      |
| 2016/17 ProB  | Kerry Carter 24,8 pro Spiel          | Brandon Nazione 8,3        | Kerry Carter 5,3             | Kerry Carter 2,9                 | Marten Linßen 0,7                         |
| 2017/18 ProB  | Ron Mvouika 17,0 pro Spiel           | Bruce Beckford Jr. 6,2     | Alexander Blessig 3,9        | Alexander Blessig 1,5            | Donovon Jack 0,6                          |
| 2018/19 ProB  | Tim Schönborn 12,2 pro Spiel         | Dennis Heinzmann 9,9       | Nino Čelebić 4,3             | Nick Hornsby 1,6                 | Dennis Heinzmann 1,9                      |
| 2019/20 ProA  | Nick Hornsby 14,3 pro Spiel          | Dennis Heinzmann 7,4       | Nick Hornsby 4,2             | Nino Čelebić 1,6                 | Dennis Heinzmann 1,7                      |
| 2020/21 ProA  | J. J. Mann 15,7 pro Spiel            | Dennis Heinzmann 7,8       | Haris Hujic 4,5              | J. J. Mann 2,2                   | Dennis Heinzmann 1,8                      |
| 2021/22 ProA  | Quentin Goodin 14,7 pro Spiel        | Dennis Heinzmann 8,0       | Quentin Goodin 3,7           | Luis Figge 1,5                   | Dennis Heinzmann 1,1                      |
| 2022/23 ProA  | Haris Hujic 13,8 pro Spiel           | Nick Hornsby 6,6           | Haris Hujic 3,9              | Nick Hornsby / TreVion Crews 1,5 | Dejan Kovačević 0,4                       |
| 2023/24 ProB  | Trey McBride 17,0 pro Spiel          | Kevin Strangmeyer 4,6      | Sebastian Brach 3,4          | Trey McBride 2,7                 | C.J. Oldham 0,5                           |
| 2024/25 ProB  | Sebastian Brach 14,3 pro Spiel       | Dennis Heinzmann 9,2       | Donte Nicholas 5,0 pro Spiel | Donte Nicholas 2,1 pro Spiel     | Dennis Heinzmann 1,8                      |

## Spielzeiten
| Spielzeit |   | Liga            | Platz           | Endrunde um deutsche Meisterschaft | Pokalwettbewerb | Europäischer Wettbewerb                               |
| --------- | - | --------------- | --------------- | ---------------------------------- | --------------- | ----------------------------------------------------- |
| 1989/90   | 1 | Bundesliga      | 1               | Meister                            | Meister         | FIBA Europapokal der Pokalsieger, Runde der besten 16 |
| 1990/91   | 1 | Bundesliga      | 1               | Meister                            | Meister         | Europaliga Viertelfinale                              |
| 1991/92   | 1 | Bundesliga      | 1               | Meister                            | –               | Europaliga Gruppenphase                               |
| 1992/93   | 1 | Bundesliga      | 1               | Meister                            | Meister         | Europaliga Gruppenphase                               |
| 1993/94   | 1 | Bundesliga      | 1               | Meister                            | Halbfinale      | Europaliga Gruppenphase                               |
| 1994/95   | 1 | Bundesliga      | 1               | Meister                            | Meister         | Europaliga Gruppenphase                               |
| 1995/96   | 1 | Bundesliga      | 1               | Meister                            |                 | Europaliga Gruppenphase                               |
| 1996/97   | 1 | Bundesliga      | 4               | Halbfinale                         | –               | Europaliga Gruppenphase                               |
| 1997/98   | 1 | Bundesliga      | 8               | Viertelfinale                      | –               | Saporta-Cup, Runde der besten 32                      |
| 1998/99   | 1 | Bundesliga      | 4               | Halbfinale                         | –               | Korać-Cup Gruppenphase                                |
| 1999/00   | 1 | Bundesliga      | 2               | Vizemeister                        | –               | Korać-Cup Gruppenphase                                |
| 2000/01   | 1 | Bundesliga      | 3               | Halbfinale                         | Dritter         | Suproliga Gruppenphase                                |
| 2001/02   | 1 | Bundesliga      | 5               | Viertelfinale                      | –               | Korać-Cup, Runde der besten 16                        |
| 2002/03   | 1 | Bundesliga      | 8               | Viertelfinale                      | –               | FIBA Europe Conference North                          |
| 2003/04   | 1 | Bundesliga      | 8               | Viertelfinale                      | –               | –                                                     |
| 2004/05   | 1 | Bundesliga      | 13              | –                                  | –               | –                                                     |
| 2005/06   | 1 | Bundesliga      | 10              | –                                  | –               | –                                                     |
| 2006/07   | 1 | Bundesliga      | 8               | Viertelfinale                      | –               | –                                                     |
| 2007/08   | 1 | Bundesliga      | 6               | Viertelfinale                      | –               | –                                                     |
| 2008/09   | 4 | 1. Regionalliga | 1               | Aufstieg                           | –               | –                                                     |
| 2009/10   | 3 | ProB            | 7               | –                                  | –               | –                                                     |
| 2010/11   | 3 | ProB            | 8               |                                    | –               | –                                                     |
| 2011/12   | 3 | ProB            | 11              | –                                  | –               | –                                                     |
| 2012/13   | 3 | ProB            | 5               | Aufstieg (Meister)                 | –               | –                                                     |
| 2013/14   | 2 | ProA            | 13              | –                                  | –               | –                                                     |
| 2014/15   | 2 | ProA            | 14              | –                                  | –               | –                                                     |
| 2015/16   | 2 | ProA            | 15              | Abstieg                            |                 |                                                       |
| 2016/17   | 3 | ProB            | 4               |                                    |                 |                                                       |
| 2017/18   | 3 | ProB            | 8               |                                    |                 |                                                       |
| 2018/19   | 3 | ProB            | 1 (Südstaffel)  | Aufstieg (Meister)                 | –               |                                                       |
| 2019/20   | 2 | ProA            | 5               |                                    | –               | –                                                     |
| 2020/21   | 2 | ProA            | 5               | Endspiel                           | –               | –                                                     |
| 2021/22   | 2 | ProA            | 5               | Halbfinale                         | –               | –                                                     |
| 2022/23   | 2 | ProA            | 17              | Abstieg                            |                 |                                                       |
| 2023/24   | 3 | ProB            | 2 (Nordstaffel) | Viertelfinale                      | –               | –                                                     |
| 2024/25   | 3 | ProB            | 1 (Nordstaffel) | Aufstieg (Meister)                 | –               | –                                                     |

## Trainerchronik
| Amtszeit          | Name                    | Erfolge                                        |
| ----------------- | ----------------------- | ---------------------------------------------- |
| 1965 – 1968       | Pascal Chatziathanasiou |                                                |
| 1969 – 1974       | Günter Hagedorn         | 3× Deutscher Meister, 3× Deutscher Pokalsieger |
| 1974 – 1975       | Heiko Klietsch          |                                                |
| 1975 – 1977       | Bernd Röder             | 1× Deutscher Meister, 1× Deutscher Pokalsieger |
| 1977 – 1978       | Dragoş Nosievici        |                                                |
| 1978 – 1979       | Jörg Trapp              | 1× Deutscher Meister                           |
| 1979 – 1980       | Lorin Miller            |                                                |
| 1980 – 11/1984    | Chris Lee               |                                                |
| 11/1984 – 01/1985 | Otto Reintjes           |                                                |
| 02/1985 – 1989    | Jim Kelly               | 2× Deutscher Meister, 2× Deutscher Pokalsieger |
| 1989 – 1998       | Dirk Bauermann          | 7× Deutscher Meister, 4× Deutscher Pokalsieger |
| 1998 – 2002       | Calvin Oldham           |                                                |
| 2002 – 2005       | Heimo Förster           |                                                |
| 2005 – 2008       | Achim Kuczmann          | Trainer des Jahres der BBL                     |
| 2008 – 2010       | Stephan Ruers           | 1× Meister der 1.Regionalliga West             |
| 2010 – 2011       | Chris Martin            |                                                |
| 2011 – 2018       | Achim Kuczmann          | 1× Meister der ProB 2012/13                    |
| 2018 – 2024       | Hansi Gnad              | 1× Meister der ProB 2018/19                    |
| seit 2024         | Michael Koch            | 1× Meister der ProB 2024/25                    |

## Fankultur
Im Jahr 2022/23 besuchten im Schnitt 1.221 Zuschauer (Gesamtauslastung: 44 Prozent) die Heimspiele des Rekordmeisters in der Ostermann-Arena. Damit lagen die Rheinländer im unteren Mittelfeld der Zuschauerrangliste in der 2. Bundesliga ProA. Die Entwicklung allerdings ist positiv, besuchten 2021/22 durchschnittlich 828 bzw. 2019/20 910 Menschen die Begegnungen der Giants an der Bismarckstraße. Den bisher größten Besuch bei einem Heimspiel seit Rückzug der Bayer AG als Hauptsponsor vermeldeten die Verantwortlichen beim zweiten Spiel der ProB-Finalserie 2019 gegen die WWU Baskets Münster (88:60) mit rund 2.700 Zuschauern. Die Rundsporthalle war damit ausverkauft.  In der Saison 2023/24 besuchten durchschnittlich 1.513 Zuschauer die Spiele des Klubs in der Hauptrunde der ProB-Nord. Damit war man von den insgesamt 26 Vereinen in der gesamten ProB Zuschauerkrösus. Das Derby gegen Köln am 23. Dezember 2023 besuchten rund 2.564 Zuschauer in der Arena an der Bismarckstraße. Auch 2024/25 kamen die Leverkusener im ligaweiten Vergleich auf gute Zuschauerzahlen. Der Durchschnitt blieb ähnlich dem Wert des Vorjahres von rund 1.500 Besuchern (1.517) pro Partie und sorgte mit 2.494 Zuschauern im Heimspiel gegen den SC Rist Wedel für den ProB-Spitzenwert der Spielzeit 24/25. Dieser Wert wurde mit dem zweiten Finalspiel am 25. Mai 2025 mit 2.777 Zuschauern überboten. Die Ostermann-Arena war somit ausverkauft.
Eine Rivalität pflegen die Anhänger der Bayer Giants mit den Telekom Baskets Bonn. Diese ist aber aufgrund des Abstiegs der Leverkusener 2008 deutlich abgekühlt. Seitdem sind die EN Baskets Schwelm zum Hauptrivalen des deutschen Rekordmeisters geworden. Im ProB-Achtelfinale 2019 reisten rund 300 Bayer-Fans nach Schwelm zum zweiten Spiel. Die Serie entschieden die Farbenstädter mit 2:0 („Best-of-Three“) für sich. Des Weiteren sind Partien gegen die RheinStars Köln oder Dragons Rhöndorf als „kleine Derbys“ zu bezeichnen. Zum Auswärtsspiel in den ProB-Playoffs 2025 in Rhöndorf wurde der 14-fache Deutsche Meister von 180 Giants-Anhängern begleitet.
Im Dezember 2022 kam es beim Auswärtsspiel der „Riesen vom Rhein“ bei Phoenix Hagen in der ProA zu Auseinandersetzungen zwischen den Gästefans und dem Sicherheitspersonal der Westfalen im Umfeld der Ischelandhalle. Dabei wurden zwei Sicherheitskräfte und ein Leverkusener Fan leicht verletzt. Die Kripo übernahm im Anschluss die weiteren Ermittlungen.

## Die Spielstätte

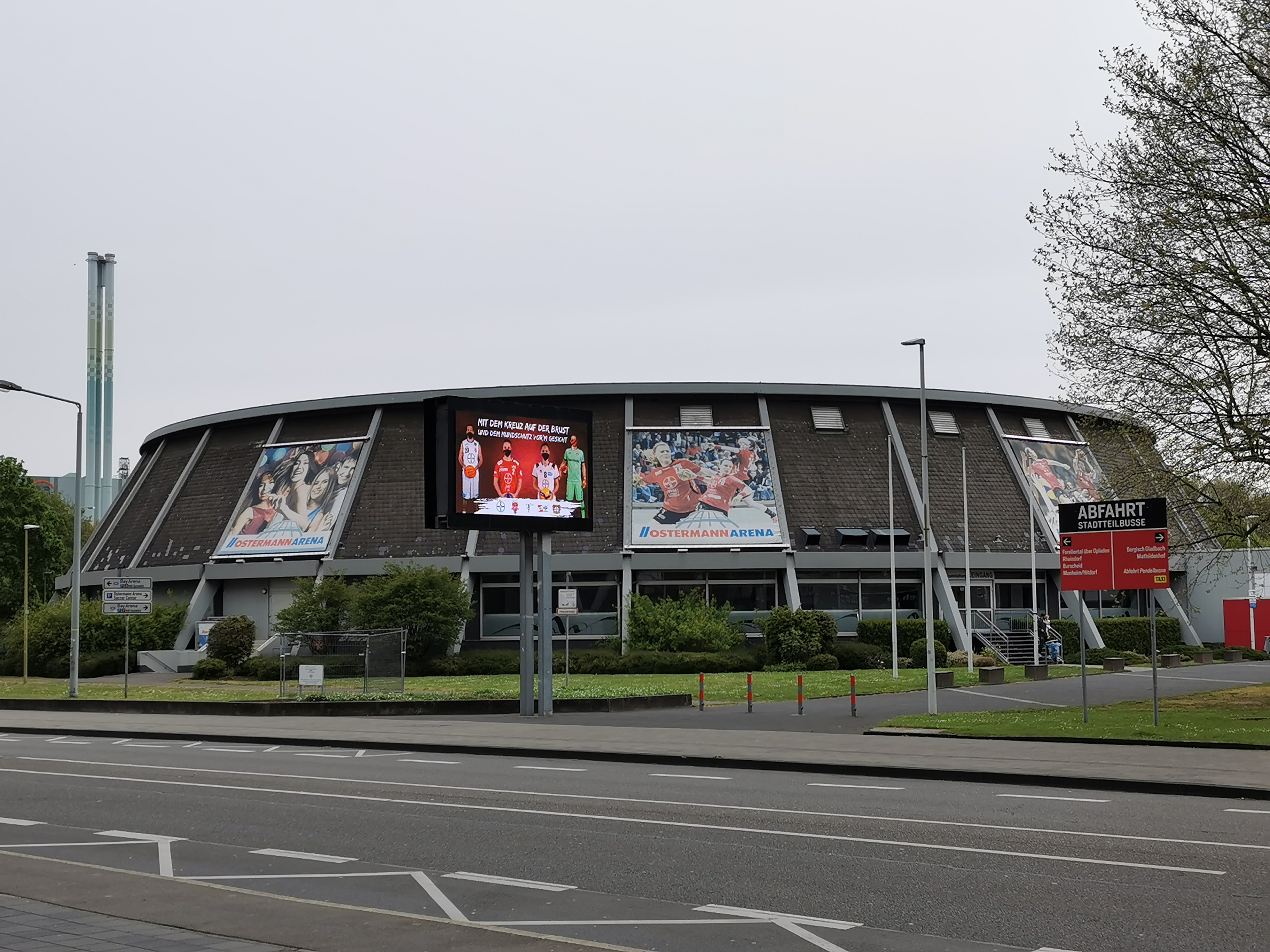
Die Ostermann-Arena in Leverkusen (Frühjahr 2021)

Die Spielstätte der Bayer Giants Leverkusen ist die Ostermann-Arena. Sie wurde im Jahre 1974 gebaut und war zu diesem Zeitpunkt eine der modernsten Rundsporthallen Deutschlands. Sie bietet Platz für bis zu 3500 Zuschauer, wobei sich die Kapazität für jede Veranstaltungsform flexibel anpassen lässt.
Die Rundsporthalle ist nach ihrem Sponsor, einer Möbelhausgruppe, benannt. Früher war die Halle unter dem Namen „Wilhelm-Dopatka-Halle“ (ein ehemaliger Oberbürgermeister der Stadt Leverkusen) bekannt.
Seit der Saison 2008/09 teilen sich die Basketball-, Handball- und Volleyballabteilungen des TSV Bayer 04 Leverkusen die Halle. Hierfür wurde ein neuer Parkettboden aus den USA verlegt, um die Spielfeldmarkierungen übersichtlich zu trennen.

## Erfolge
- 14× Deutscher Meister: 1970, 1971, 1972, 1976, 1979, 1985, 1986, 1990, 1991, 1992, 1993, 1994, 1995, 1996
- 10× Deutscher Pokalsieger: 1970, 1971, 1974, 1976, 1986, 1987, 1990, 1991, 1993, 1995
- 3× Meister der Pro B: 2013, 2019, 2025
- Vizemeister in der ProA 2020/21
- Meister der 1. Regionalliga West: 2009
- Deutscher A-Jugendmeister (männliche U20): 1973, 1974, 1980, 1981, 1982, 1989, 1990,[131] 2006[132]
- Deutscher B-Jugendmeister (männliche U18): 1972, 1973, 1992, 1996[131]
- Deutscher C-Jugendmeister (männliche U16): 1973, 1974, 1994, 1995,[131] 2013 (JBBL)[133]
- Deutscher A-Jugendmeister (weibliche U20): 1975, 1977, 1987[132]
- Deutscher B-Jugendmeister (weibliche U18): 1973, 1976, 1995[134]
- Deutscher C-Jugendmeister (weibliche U16): 1975[135]
- Zahlreiche Jugendtitel innerhalb des WBV in Nordrhein-Westfalen

## Amateur- und Jugendbereich
Der Erwachsenen- und Jugendbereich der Basketballer spielt unter dem Vereinsnamen TSV Bayer 04 Leverkusen. Insgesamt vier Erwachsenen- und 14 Jugendmannschaften spielen in den verschiedensten Ligen des Westdeutschen Basketball-Verbands. Die männliche U19 und die männliche U16 des Vereins spielen in der Nachwuchs-Basketball-Bundesliga beziehungsweise in der Jugend-Basketball-Bundesliga.
2013 gewannen die Leverkusener die Deutsche Meisterschaft in der JBBL, im Finale bezwang Bayer den TuS Breitengüßbach mit 64:54. Teil des JBBL-Meisterteams waren u. a. Marvin Heckel, Benjamin Nick und Anton Zraychenko. Im Jahr 2006 wurde die U20, die damals noch unter dem Namen Bayer Giants Academy auflief, mit Spielern wie Tim Ohlbrecht und Matthias Goddek unter Trainerin Katrin Hering deutscher Meister. Im Endspiel behielt man gegen die SG Braunschweig mit 102:93 die Oberhand.
In der Basketball-Abteilung arbeiten mit Hansi Gnad, Karsten Schul und Philipp Stachula drei Trainer, die über die DBB-A-Lizenz verfügen. Die Heimspielstätte der Jugend- und Erwachsenenmannschaften des TSV Bayer 04 Leverkusen ist die Herbert-Grünewald-Halle auf der Kurt-Rieß-Anlage in Leverkusen-Küppersteg.
Trainer Jugend-Bundesliga- und Erwachsenenmannschaften:
- NBBL: Philipp Stachula
- JBBL: Anil Deveci
- 2. Herren (1. Regionalliga West): Gabriel Strack
- 3. Herren (Oberliga): Karsten Schul
- 4. Herren (Bezirksliga): Lucas Menck
- 5. Herren (Kreisliga): Christopher Kwiotek

Die zweite Leverkusener Herrenmannschaft spielt seit 2019/20 in der 1. Regionalliga West, bundesweit die vierthöchste Spielklasse und die höchste Liga im Westdeutschen Basketball-Verband. Nach dem Aufstieg 2019 in die 1. Regionalliga West übernahm der Brite Matt Watson (zuvor DJK Südwest Köln Basketball) das Amt des Cheftrainers der Mannschaft. Nach eher durchwachsenen Vorstellungen trennte sich Bayer im Januar 2020 von Watson und ersetzte ihn mit dem früheren Trainer der zweiten Mannschaft, Jacques Schneider. Aufgrund der COVID-19-Pandemie in Deutschland wurde die Saison 2019/20 im März 2020 vorzeitig beendet. Zur Saison 2020/21 übernahm Karsten Schul das Traineramt des TSV Bayer 04 Leverkusen II. Aufgrund der steigenden Inzidenzwerte in Nordrhein-Westfalen wurde auch die Spielzeit 2020/21 nicht vollständig durchgeführt. Als Tabellensechster beendete die zweite Mannschaft die Hauptrunde 2021/22 (14 Siege, 12 Niederlagen). In den Playoffs um den Aufstieg in die ProB unterlagen die Rheinländer dem BSV Wulfen in der Best-of-Three-Serie mit 1:2. Mit insgesamt 236 Zählern erzielte Justin Gnad die meisten Punkte der Leverkusener. In der Runde 2022/23 verpasste die Bayer Zweitvertretung hauchdünn die Teilnahme an den Playoffs. Mit einer Bilanz von 12 Siegen und 14 verlorenen Begegnungen fehlten lediglich zwei Punkte, um unter die besten acht Mannschaften der 1. Regionalliga West zu springen. Bester Punktesammler des TSV war mit 315 Zählern Viktor Frankl-Maus, gefolgt von Jonas Gottschalk (286 Punkten) und Yannick Kneesch (222 Punkte). Des Weiteren sicherte sich Gottschalk 185 Rebounds in 22 Spielen (8,4 Rebounds pro Partie). Der Center war mit einem Effektivitätsmittelwert von 18 zugleich effektivster Akteur der Mannschaft. Im Juli 2023 gaben die Verantwortlichen der Giants bekannt, dass Karsten Schul künftig die Herren 3 des Klubs übernehmen wird. Gabriel Strack, bisher Cheftrainer bei den Baunach Young Pikes, übernahm den Posten als Trainer der Zweitvertretung. Die Saison 2023/24 verlief für Bayer Leverkusen II eher durchwachsen. Die Mannschaft musste viele verletzungsbedingte Ausfälle kompensieren und so stand man viele Monate auf einem Abstiegsplatz. Erst nachdem die Stammkräfte zurückgekehrt waren, gelang die Wende. Von den letzten acht Ligaspielen entschied Leverkusen II sechs Partien für sich. Am Ende fehlte den Rheinländern lediglich ein Sieg um die Playoffs 2024 in der 1. Regionalliga West zu erreichen (Tabellenendplatzierung: Neun). Mit insgesamt 287 Punkten (durchschnittlich 13 Zähler pro Spiel) war Jonas Gottschalk bester Korbschütze seiner Farben. Ihm folgen Yannick Kneesch (264 / 13,2 PpS) und Lennart Litera (250 / 13,2). Gottschalk war auch Bayers bester Rebounder (9,1 Rebounds pro Begegnung). Mit einem neuen „U22-Konzept“ ging Leverkusens zweite Mannschaft in der 1. Regionalliga West 2024/25 an den Start. Die Rheinländer wollten vermehrt auf eigene Talente setzen, als Ziel wurde von den Verantwortlichen der Klassenerhalt ausgegeben. Der TSV Bayer 04 ll benötigte einige Monate, um sich in der Spielklasse zurechtzufinden. Bis zum Ende der Hinrunde konnte man lediglich zwei Paarungen für sich entscheiden, dagegen standen zwölf Niederlagen. Zu diesem Zeitpunkt lag die Mannschaft auf dem vorletzten Tabellenplatz. Mit acht Siegen aus 14 Partien kletterte Bayer ll in der zweiten Saisonhälfte aus dem Tabellenkeller und sicherte sich am vorletzten Spieltag den Klassenerhalt. Mit 12,6 Zähler pro Spiel war Joel Lungelu bester Punktesammler seiner Farben, gefolgt von Calin Nita (10,6 PpS) und Michael Kuczmann (10,4).